# バーチャロイドの一覧
バーチャロイドの一覧（バーチャロイドのいちらん）は、ゲーム『電脳戦機バーチャロン』シリーズに登場する架空の兵器の分類の一つ、バーチャロイド（VIRTUAROID: VR）の一覧である。バーチャロイドは一種のロボットである。デザインは全てカトキハジメによる。

## 設定
時は遥か未来、時代は西暦から改められ電脳暦と称される時代。情報技術の進化により国家への帰属意識が衰退し、国家という概念が意味を失った今において旧国家は企業によって管理・運営され、企業国家と呼ばれるコミュニティへと変貌を遂げていた。
それに伴い高度に発展した文化において人類は戦争を放棄したが、それとは裏腹に闘いへの渇欲までは放棄することはできなかった。そこで人類は体系化された戦争『限定戦争』という概念を生み出し、それに興じるようになっていた。時に限定戦争は企業国家間の政治的交渉手段としても用いられたが、何よりも娯楽としての一面も大きく、大衆は限定戦争によって闘争心を潤し、企業国家においても興行として重要な営利事業となっていた。
そんな中、最大勢力の企業国家DN社は、月面にて人類の有史以来の記録の範疇を逸脱した遺跡を発見する。このオーバーテクノロジーを解析し、数々の実験を行い、その過程において製造されたのがバーチャロイドである。
DN社はこの人型ロボット兵器を投入することで、華やかさを増した限定戦争市場でのシェア独占を図った。

## バーチャロイド
ゲーム内でプレーヤーが操作することになる巨大人型兵器の総称。正確には戦闘バーチャロイドという。第1世代、第2世代、第3世代と明確に特徴が分かれており、ゲームもこれに添った形で登場する。
第1世代VR
第1作（初代）で登場した機体。
第2世代VR
第2作（オラトリオ・タングラム）で登場した機体。
第3世代VR
第3作（フォース）、第4作（マーズ）で登場した機体。
機体・ゲームによっては旧世代のVRが登場する（マーズ及びフォースで第2世代VRである10/80が使える等）。このほかに、各世代の中間に位置する機体もある（それぞれ1.5、2.5世代と呼ばれている）。
コラボ作品『とある魔術の電脳戦機』（以下『とある』）では、第2世代を基盤としている「G55型VR」が、一部機は第3世代（と共に活動可能である）VRも登場している（設定は独自のものになっている）。

## 第1世代VR
人類初のVR郡。月面遺跡破壊作戦「オペレーション・ムーンゲート」にて活躍した世代。ゲーム中で語られる設定は少ないが、副読本『SCHEMATIC』では第1世代VRの詳細な設定が描かれている。

### テムジン
| MBV-04-G TEMJIN | MBV-04-G TEMJIN | MBV-04-G TEMJIN |
| 武装            | 武装            | 武装            |
| LW              | CW              | RW              |
| --------------- | --------------- | --------------- |
| ボム            | ビームソード    | ビームライフル  |

主戦闘バーチャロイド（Main Battle Virtuaroid）に分類され、距離を問わずに高機動戦闘を得意とする。
人類初の量産型バーチャロイドで、ヒーロー然とした外見のバーチャロイド。ビームランチャーとソードが一体となった多目的ビームランチャー『MPBL（Multi Pul Beam launcher）-7』を携行し、投擲後に広範囲に爆発するパワーボムを持っている。汎用性が極めて高く、柔軟な運用を可能とする機体であるため、戦場の主役として常に最前線で運用されている。DN社内部の0プラントが生産を行っている。
元はライデンと同様のXMU（eXperimental Master Unit）と呼ばれる戦闘バーチャロイドの試作型であり、かつてDN社で開発を断念した人型戦闘兵器のプランをVコンバータの起動実験用マシンとして流用した物、開発にあたりXMUプロジェクトの実験計画4号機の開発データが用いられている。
ゲームにおいては、標準的な機体で、機動性・射撃能力・武器チャージ速度・防御力・近接格闘能力すべてが高いバランスでまとめられているため、初心者から上級者まで幅広く使うことができる。操作アドバタイズデモに登場する黄色と白のカラーリングの教習用テムジン（MBV-04-E6）は家庭用版のみでプレイヤーが使用可能となっている。

### ライデン
| HBV-05-E RAIDEN | HBV-05-E RAIDEN | HBV-05-E RAIDEN |
| 武装            | 武装            | 武装            |
| LW              | CW              | RW              |
| --------------- | --------------- | --------------- |
| グランドボム    | 肩部レーザー    | 実体弾バズーカ  |

0プラントにて作製された、テムジンと共にXMU-5としてバーチャロイド、ひいては重戦闘バーチャロイド(heavy battle virtuaroid)の祖となった機体。
肩部に宇宙巡洋艦向けに小型化・改良されたレーザーユニット「Ali-02a」を装備、装甲も他機種より上等な物が使用され破壊力・防御力共にトップクラスを誇る機体。その分機動力を犠牲にしており、高い装甲をもって敵の攻撃を物ともせず、閃光の鉄槌をもって圧砕するのが戦闘スタイルの機体である。

元々テムジンとの編隊運用を想定していたが、肩部の艦用レーザー装備がトップヘビーによる不安定化をもたらし、これを装備・運用するには機体構造の根本的な再構築が必要になった。開発スタッフはこれを危惧し上層部に進言するも、黙殺されるどころか逆に現場を無視した無情の要求を提示され、予算と採算の度外視および殺人的な突貫作業を強要された。どうにか完成には漕ぎ着けたものの一連の事態が災いし、ライデン1機の製造費はテムジン27機分(メンテナンスにはテムジン10機分)相当となった。それに追い打ちを掛けるようにレーザーユニットを生産していた「terefunken社」の倒産を開発スタッフが把握しなかったなど、プロジェクト管理の甘さによりレーザーユニットの在庫が26機分しかなく、結局26機しか製造不可能だった。この経緯に最高幹部会が激怒。それがきっかけで高価格・希少性と相まって、ライデンはエースパイロットで編成された精鋭部隊「特殊重戦闘VR大隊」のみへの支給に留まる事となった。O.M.G.での活躍もあり彼らの駆るライデンは無敵VRとして伝説化されていくことになる。、ライデンが配属された部隊は、彼らが最前線で敵を粉砕していく姿に頼もしさを感じる事が語り草となっている。
ゲームにおいては、前述の稀少機であるという設定が反映されているわけはなく通常通りプレイヤーが選択可能である。機体性能は重量級の機体のため足は遅いがその分重装甲で選択できる機体の中で最も打たれ強い、武装もゲーム中でもトップクラスの威力を持つ「肩部レーザー」や射撃効率に優れるバズーカを装備しているのが特徴な射撃のタイプ機体、その反面近接攻撃は威力やリーチ発生も低めに設定されており苦手。デモで教習用テムジンの仮想敵機として登場していた黄色と白のカラーリングの教習用ライデン（HBV-05-D）も家庭用版のみでプレイヤーも使用可能となっている。

### バイパーII
| TRV-06k-H VIPER II | TRV-06k-H VIPER II | TRV-06k-H VIPER II |
| 武装               | 武装               | 武装               |
| LW                 | CW                 | RW                 |
| ------------------ | ------------------ | ------------------ |
| 7Wayミサイル       | ホーミングビーム弾 | ビームバルカン     |

目まぐるしく変化する戦況に対処すべく生まれた、偵察・攻撃を目的とする戦術偵察バーチャロイド(Tactical Recognaissive Virtuaroid)。テムジンとの連携行動を想定して強力な火力が必要になるも、偵察という運用で機動性能と引き換えに装甲が犠牲になることを考慮し、一撃離脱をコンセプトとした武装が求められた。
しかし一から設計する余裕が無かったためテムジンのスケルトンを流用、ジェネレーター・アンプを強大化しつつテムジンを上回る機動性能を確保。テストも順調だったためTRV-6『バイパー』と命名、各部隊に配備が進められた。
しかし徹底的な軽量化が祟った為に、ジェネレーター・アンプの出力が機体に凄まじい負担を掛け圧迫。しかもバーチャロン・ポジティブの高い人間が乗った場合には余剰出力が逆流し制御系を破壊、制御不能となり暴走した結果機体が自壊するという事故が頻発した。
この事故を原因に機体の廃案も出されたが、代替機の目処が立たずTRVの必要性から補強作業を徹底的に繰り返した結果、機体重量増加どころか機体外見も変化。その結果機動力は格段に落ちているものの空中機動力は当時でもトップクラスであり、問題となっていた暴走事故も改善、逆にその現象を攻撃に転用し、(暴走時のパイロットの台詞「She's lost control!!」)から『S.L.Cダイブ』と命名。
それに伴い型番も変更され、TRV-06k『バイパーII』として正式採用された。
ゲームにおいては、軽量級な機体で、攻撃型偵察機という設定を反映され、地上でも空中でも高い機動性を持ち、武器も射撃能力・武器チャージ速度・近接格闘能力どれも高いが、反面致命的なまでに装甲が薄くちょっとした攻撃であっても非常に大きなダメージを受けてしまう機体となっており上級者向けの機体となっている。特殊技として全武器ゲージが100%時に空中で使用できる前述の設定にも出てきた『S.L.Cダイブ』を持っておりこれは地上の敵機に向かって追尾する特攻技で使用中はダメージを受けつけず無敵だが外した場合の隙が大きいのと使用すると武器ゲージを全て使用してしまうため使用には注意が必要である。

### ベルグドル
| SAV-07-D BELGDOR | SAV-07-D BELGDOR   | SAV-07-D BELGDOR |
| 武装             | 武装               | 武装             |
| LW               | CW                 | RW               |
| ---------------- | ------------------ | ---------------- |
| ナパーム         | ホーミングミサイル | グレネード弾     |

支援攻撃バーチャロイド（Support Attack Virtuaroid）に分類され、後方からナパームとミサイルによる支援攻撃を得意とする。
ライデンの製造コストがあまりにも高く生産不能という事態に追い込まれてしまった為、主戦闘VRと重戦闘VRの編隊編成という当初の予定にかげりが見えてきた。DNAからの要請によって急遽ライデンの代替機となる重量級VRを製造することになり、ライデンの反省点から「ライデンと比べより安価により軽量に」を目指したそのコンセプトの元にライデンの安価版として開発されたのが本VR『ベルグドル』である。

しかし、開発スケジュールやライデンの開発失敗による予算削減により予算に余裕が無く、既存の製品やパーツの流用を大幅に取り入れて設計されたが出来上がったものはお世辞にも秀逸な設計とは言いがたいものであった。レーザーユニットよりは軽く価格も1/20で安価であったことから多目的ミサイルランチャー「Tm-203」を採用し両肩上部への搭載が決定したのだが、このミサイルランチャーは本来、拠点防衛用の設置型の兵器で機動兵器用ではなく管制装置やセンサー類が外付け式というとんでもない落とし穴があった。ミサイルランチャーの製造メーカーは管制、センサー類は小型化が可能との見解だったが実際には設計を根本的に変えねばならず、スケジュールに余裕も無いため設計変更などができず対処療法的にそれを制御する管制、センサー類を頭部に全て集約させて取り付ける結果となりライデン以上に機体重心が高くなった。また装甲もライデンの装甲が高コストであったことと軽量化のため削減されライデンに対して60%程となってしまいテムジン並でしかなかった。一応は軽量化の恩恵もあり整地での機動性こそ目を見張るものがあるが上記の設計からくる高重心化と軽量化によるトップヘビー化の弊害によって不整地での機動力は非常に劣悪で操縦に慣れないパイロットによる機体の転倒が相次いだ。そのためこれに乗った一般パイロットからは「使いにくい機体」という苦情が終始絶えなかった。また携行火器であるグレネードランチャー「BB－94」もクレームで大量返品された不良在庫を製造元がこれ見よがしに押し付けたものだった。その為ライデンのような重量級VRとして重装甲と火力を活かした前衛での攻撃的防御戦術は期待できず完全な後方支援VR『SAV（支援攻撃バーチャロイド(Support Attack Virtuaroid)）』として扱われる様になってしまった。

この開発の失敗により、ライデンの代替は後に重量級VRの決定版と呼ばれる「ドルカス」の登場まで待たなければならなくなる。とはいえ、製造コストはテムジンの70%～80%（量産効果によりそれ以下）に安く、頭数を揃えるには容易な為に各戦地に大量導入され、結果として第1世代VRで一番多く製造される事となった。

後にこのベルグドルは第3プラントであるムーニーバレーを中心にトップヘビー化緩和のための改修が何度も重ねられ、製造時期および生産プラントによって異なっていた仕様の統合と重心面を改良した『ベルグドル3M』、身長を低くすることで更に低重心化し複座式にした『ベルメイト』などの後継種を生み出し、この重心に関する問題は後の名機『グリス・ボック』を始めとするVokシリーズを生み出す原動力となっていった。
ゲームにおいては、見た目の通り重量タイプの支援機らしく格闘戦と空中戦は苦手で防御力、ダッシュ速度、ダッシュ距離は中量級機と重量級機の中間といった性能だが地上での通常横移動の速度が非常に速く「漕ぎ」と呼ばれる特定のテクニックと組み合わせることで高い機動性を発揮することができる。武器はゲージ効率は優れるが決め手に欠けるものが多く、RWのグレネードランチャーはクセも少なく連射も効くが弾切れしやすく威力も低い、主兵装というべきCWのミサイルは威力はそれなりにあるが発射タイミングが遅く誘導性能もそこまで高くないため当てるのが若干難しい、ただLWのナパームの性能が優秀でありゲージ効率や射程距離こそ高くはないが火柱は障害物を抜けることや火柱の弾速、防御性能、威力共にダメージソースとしてバランスが高くこちらの使いこなしが肝となる。

### アファームド
| MBV-09-C APHARMD | MBV-09-C APHARMD | MBV-09-C APHARMD |
| 武装             | 武装             | 武装             |
| LW               | CW               | RW               |
| ---------------- | ---------------- | ---------------- |
| ボム             | ビームトンファー | ショットガン     |

このVRの開発の経緯は意外なところからの要請に始まる。話の出所は、一貫してVR導入に反対していたSTDS（DNA戦略・戦術開発局。商品開発プランの立案からその実行に至るまで、DNAの営業戦略を担う中枢的存在）だった。いざVR同士による戦闘が本格的になると、近接格闘戦も重要な要素となってきた。ましてや、限定戦争は娯楽の一面もあり、近接格闘戦の中継は大人気を博していた。巨大人型ロボットによる近接戦闘は、生身の人間による白兵戦並みの激烈な要素を持ちながらも視覚的残虐さは希薄であった。STDSは、この点にVRの商品価値の一端を見出し、「限定戦争（というショー・ビジネス）の本質にかなった」要素として指摘したのである。この指摘を重要視したDN社は早速、現行4機種の検証を行い、その結果、テムジンをベースに（加えて、テムジンの「後継機」というのも兼ねて）近接戦を強化した主力戦闘VRが開発されることとなった。開発には当時新設されたばかりで若手の多かった第2プラント「トランスヴァール」が担当する事になるも開発が難航し、これに見かねた開発管理局は、XMUプランの9号機の基本設計を流用するよう勧告。なんら実績の無い新興プラントは、その意向に従うしかなかった。完成した試作機はMBV-04に比べると粗削りな機体で、非常にソリッドな操作特性を持っていた。しかし基本能力に関しては何ら問題はなく、その機体構造の堅牢性およびメンテナンスの容易さについては、かえってテムジンのそれを凌駕するものがあった。この結果を受けて本機の制式採用が決定し、MBV-09アファームドと命名された。装甲は近接格闘を意識してかかなり厚めの装甲となっている、機動性も横ダッシュ時はテムジンと大差ないが、相手との間を詰めるため前ダッシュ時の加速性能はテムジン以上の機動性を誇る。メイン武器は両碗部に取り付けられたビームトンファーで、このビーム発振器はジェネレーターに直結されており絶大な破壊力を誇る。ジェネレーターもテムジンのそれよりも余裕を持たせてあるためトンファー攻撃時の踏み込み速度は音速を超える。またその際、フィールド（一種の「バリア」）が発生し「無敵」となる。トンファーは下腕部に取り付ける形で収納される為、武器の取り回しの悪い市街地戦等でその威力を遺憾なく発揮した。携行武器としても小型のショットガンが開発され、近接格闘時の邪魔にならないようになっている。ショットガンはエネルギー容量の少なさもあり射撃での火力の弱さを残してはいたが、直後に完成したドルカスとの連携を視野に入れており、その相性も抜群だったためさほど不安視はされなかった。ボムは「アファームドの開発時、手の動作が修正できない」という設定があり、ゲーム内でも横ダッシュ時に投擲すると大きな爆風とならずに小さな爆風となってしまう「不発弾」となる難点がある。

### ドルカス
| HBV-10-B DORKAS | HBV-10-B DORKAS | HBV-10-B DORKAS  |
| 武装            | 武装            | 武装             |
| LW              | CW              | RW               |
| --------------- | --------------- | ---------------- |
| ハンマー        | ファランクス    | ファイヤーボール |

開発・製造はベルグドルの生産を主に請け負っていた第3プラント「ムーニー・バレー」が行った。ベルグドルではどうあがいてもライデンの代替機にはなれず、重戦闘のできるバーチャロイドが待ち望まれていた。ライデンよりコストを抑えながら、重戦闘、ひいては格闘戦もライデン以上にできるVRという贅沢な要求に取り組んだ機体である。設計にはXMUプロジェクトの実験計画10号機のものが流用されている。コスト抑制には実弾兵器を使うことによって対応し、転倒しにくさは重心を下げることで、機動力はジェネレーターを大容量のものを搭載することによって解決され、テムジンとは異なるアプローチで「走・攻・守」に加え「コスト面」までを高い次元で実現し第1世代VRの傑作機となった。当初からアファームドとの支援攻撃連携を想定されておりアファームドとの相性は抜群に良く、アファームドと部隊を編成することが多かった。優秀な機体であったが、O.M.G.においてムーンゲートの自動防衛機構に浸食された同機を中心に編成された部隊が、ライデンを中心に編成された精鋭部隊『特殊重戦闘VR大隊』と交戦し、数の上では大きく優位に立ちながらも敗北したことから評判が落ち、生産数が抑えられてしまった。そのため、DNAとRNAが抗争を始めた頃には「DNAに在庫がない」状態となってしまった。

### バル・バス・バウ
| XBV-13-t11 BAL-BAS-BOW | XBV-13-t11 BAL-BAS-BOW | XBV-13-t11 BAL-BAS-BOW |
| 武装                   | 武装                   | 武装                   |
| LW                     | CW                     | RW                     |
| ---------------------- | ---------------------- | ---------------------- |
| フローティングマイン   | ハンドビット           | ビームリング           |

脚部を持たず、浮遊しているバーチャロイド。両腕が切り離し可能なビット腕となっている。
形式名(XBV)は、試作戦闘バーチャロイド(eXperimental Battle Virtuaroid)の略でt11は試作11号機を指す。
かつて、オーバーテクノロジー解析の過程で、月面遺跡より発掘されたBBBユニットに仮設コクピットとクリスタル・コアの補助装置であるV.コンバータを取り付けたものを実験機として実験を行った。しかしこの実験は大失敗に終わり、プラントの8割が電脳虚数空間に飲み込まれる形で消滅してしまった。その後、この実験で利用したV.コンバータで実験を行っていたところ、研究員が戯れにV.ディスクに付加した仮設コクピットの構造データが実体化し、これによりリバース・コンバート現象が発見された。これによりバーチャロイドと呼ばれる存在が誕生したが、後にこの機体にXMU計画の13号機の上半身と武装を備えて戦闘バーチャロイドにしたものがこのバル・バス・バウでありV.C.9f年末のプラント一斉売却事件の際、南米のTSCへ進攻したDNAの部隊がこのVRからの襲撃を受けており開発はTSCへ亡命した元0プラントスタッフによるものではと言われているが詳細は不明である。もともと実験機であり、戦闘用VRとして開発されていたわけではないためM.S.B.S.とは相性が悪いのか、近接攻撃を行うと左攻撃が正常にビーム形成しないなどの不具合もある、ゲームではそれを反映して左手の近接攻撃がビームクローではなく火炎放射器状のものになっている。

### フェイ-イェン
| SRV-14-A Fei-Yen | SRV-14-A Fei-Yen | SRV-14-A Fei-Yen |
| 武装             | 武装             | 武装             |
| LW               | CW               | RW               |
| ---------------- | ---------------- | ---------------- |
| ビームボウガン   | ハートアタック   | ビーム           |

ミニスカートを着用したツインテールの少女の姿をした女性型VR。
デザインのモチーフは美少女戦士セーラームーンのオマージュ。
かつて0プラントの「プラジナー博士」が独自に作り上げた、人格を持ち実空間と電脳虚数空間を自由に行き来できるVR、VR-014「ファイユーヴ」。そのレプリカとして製造されたのがSRV-14-A「フェイ-イェン」である。レプリカとは言えどポテンシャルは高く、機動力も高いため、特殊偵察用として運用された。ベース機体の詳細がブラックボックスとなっており、構造を理解しないままデッドコピーしたレプリカもそれは同様で、胸部から射出されるビームはバイパーIIと同じホーミングビームランチャーなのだが、ハート型であったり、残りダメージが半分を切るとハイパーモードと呼ばれる形態になったりと、謎に包まれている部分が多い。
アフレコは樋口智恵子が行っている。

### unofficial（アンオフィシャル）
| unknown unofficial | unknown unofficial | unknown unofficial |
| 武装               | 武装               | 武装               |
| LW                 | CW                 | RW                 |
| ------------------ | ------------------ | ------------------ |
| ハートトラップ     | ハートアタック     | ハンドビーム       |

PlayStation 2移植版でのみ登場する機体。見た目はフェイ-イェンそのものだが、まず武器として所持していたビームボウガン（剣）を所持していない、武器性能は特にビームボウガンが無くなった左手の武器の性質が大きく異なり、左手射撃武器は「ハートトラップ」という弾速も非常に遅く射程距離も短いが敵機に命中すると著しい機動力低下を引き起こすハート型のビームに変更、近接攻撃も手持ち武器を持っていないためリーチの短いパンチのみに変更されている。更にハイパーモードを持たずダメージを受けてもハイパーモード化しないが右手武器とセンターウェポンのハートビームは常にハイパーモードのものが発射される等の違いがある。特殊技として「エモーショナルアタック」を持ち同名の技を持つフェイ-イェンの元となったオリジナルVRの「ファイユーブ」を髣髴させるがあくまでもこの機体はPS2版用のボーナスフィーチャーでありunofficial（アンオフィシャル）の名前の通りゲーム用の「非公式」の機体である。
ゲーム中に特定条件を満たすとジグラットの代わりにラストボスとして登場し、撃破すれば自機として使用可能になる。

## 第2世代VR
V-アーマー（VRの装甲表面に展開されている防御フィールド）を装備したVR群。第1世代VRに比べて圧倒的な性能を有する。地球圏での活動に特化しているため、マーズクリスタルの影響下にある火星圏では機能不全に陥り、一部機体を除いて起動すらままならない。アイザーマン博士による実験の影響で地球圏でも機能不全現象が起きるようになってからは、第3世代VRへ主力の座を完全に譲ることとなる。
第1世代同様にゲーム中での説明はほとんどなく、書籍『真実の璧』で詳細な設定が描かれている。

### テムジン（第2世代）
別名「高汎用性標準機体」。第7プラント「リファレンス・ポイント」がフレッシュ・リフォーの監修の下、開発・製造を行う。
第2世代VRとして開発されるに当たってM.P.B.Lも進化。今までのコンセプトを元に、新技術である人工Vクリスタルを用いて作成された（文字通り）可変型の多目的ビームランチャー『スライプナー』を装備。事象の転換というVクリスタルの機能の一部を利用することによって、状況に応じて4形態のフォームに変形させることを可能にした。
1. ニュートラル・ランチャー - 通常のビームランチャー形態。主にこの形態とブリッツ・セイバーをメインに戦う。
2. ブリッツ・セイバー - 銃身を細めて形成した刀身に、ビームを収束して攻撃する刀剣形態。
3. ラジカル・ザッパー - 横になった銃身が2つに分かれ、巨大に変形した砲門形態。中央のVクリスタルから収束したビームを発射
4. ブルー・スライダー - サーフィンボード状に変形し、ビームを推進力として機動・突撃して攻撃を行う形態

第1世代のテムジンが大量生産を前提としたVRであったのに対し、第2世代のテムジンは非常に高性能なフラッグシップモデルであった。また、第2世代VRの中では最後発のVRであったため、最も完成度の高いVR(とはいえ初期型からJ型に至るまで数度の改良が加えられている)として地球圏では最強の名をほしいままにしていた。
ゲーム内においては、威力・旋回性が高くチャンスに叩き込みやすい前ダッシュビームライフル、弾速と誘導性能が高く、ちょっとした隙に撃ち込める斜め前スライディングRW、相殺・打ち消し性能が高く、左ターボ攻撃時のゲージ減少量の少なさと誘導性能に長けるビームカッター。そして爆風の相殺性能と左ターボ攻撃時の誘導性能に優れたボム、長めのリーチと威力を持つビームソードを持ち戦える近接戦闘能力を持つなど癖が少なくバランスのとれた扱い易い機体であり、初心者から上級者までの幅広い層から支持されているVRである。
前述の「ブルースライダー」は全ゲージMAXの状態で空中前ダッシュCWで特殊技として出すことができる。誘導性も十分だが外してしまったときの隙は非常に大きく、姿勢の低いドルドレイ相手ではしゃがみ攻撃で容易に撃墜されてしまう。もう一つ特殊動作として旋回中CW入力で、ソードを構えたままコマのように回転する「ブリッツ・トーネード」が出せるが、モーションの遅さから当てるのは非常に難しい。だが発動から回転前まで相手を捕捉し続けるので使い勝手が悪い訳でなく、生かすも殺すも使い手の腕が問われる技である。
ゲームの家庭用版では隠し機体として黄色と白のカラーリングの試験型テムジン（MBV-707-A）も使用可能となっているが正式採用機ではない試験機のため空中ダッシュ、バーティカルターン、ターボ攻撃が使用できないハンデ機体となっている。
ちなみに背部に装備されているブースターらしきものは推進機関ではなく「マインドブースター」と呼ばれる排出機関で、搭乗者が持て余すような出力をM.S.B.S.を通じて適切に排出する事によって機体の操縦レスポンスを調節する機能がある。設定上では、納期に間に合わせるために開発の途中で納入した事と、不用意な運用によるパイロットのシャドウ汚染を抑制するという二つの理由によってマインドブースターにリミッターが課せられ、本機のポテンシャルは本来の60%程度に規制されている。しかし、「白虹騎士団」団員が駆るVR-707テムジンは追加ユニットである翼状のパーツ「グリンプスタビライザー」や各所に施されたシャドウ汚染対策によってシャドウ汚染を抑えることが出来たため、前述のリミッターは課せられておらず機体を限界近くまで稼働させることが可能となっている。
第2世代テムジンはそのポテンシャルの高さから今回の「オラトリオ・タングラム」のみならず、後の木星継承戦争（次回作の「フォース」「マーズ」）においても後期型(707-Jシリーズ)が現役で活躍している。詳しくは#テムジン707系列を参照。
テムジン707（とある魔術の電脳戦機）
『とある魔術の電脳戦機』において主人公、上条当麻（声:阿部敦）が操縦するテムジン。公式には単に「テムジン707」と呼称しているが形式番号が「MBV-707-G/VSL」となっている、型番の後ろに着いているVSLというのはeスポーツとして流行しているバーチャロンをコンセプトとしてデザインされた機体に付随されており、独自デザインの「バル・ルルーン」やeスポーツ用の機体ではない「Blue Stalker」を除いた機体に型番の末尾に共通でVSL（バーチャロン・スポーツ・ライン）が付くようになっている。ブーストウェポンは上条当麻の特殊能力「幻想殺し (イマジンブレイカー)」を再現した突進パンチで命中した相手にダメージを与えると同時にブーストゲージのリセットおよびブーストモードの解除の効果を与える。

### ライデン（第2世代）
別名「高性能光学兵器装備重攻機体」。第5プラント「デッドリー・ダッドリー」が開発・製造した重戦闘VRである。
第1世代ライデンの開発チームはライデンの商業的失敗を理由に、VR製造を行っていなかった第5プラントへ左遷させられていた。無論、失敗した彼らには開発費などは一切割いて貰える訳などなかったが、プラント施設には十分なものがあったため、VR開発がいつ解禁されても良いように極秘裏にVRの基礎研究を続け、そのノウハウを蓄積していった。そして彼らが待ちに待った第2世代VRの開発が解禁されたとき、「誰にも期待されていなかった」筈の第5プラントによって高性能な第2世代VRを世に解き放たれる。その名には自分たちの再起の意味が込められ、自身らが手掛けたかつての名機『ライデン』の名を冠する事となった。
しかし、フレッシュ・リフォー陣営であったはずの第5プラントは、フレッシュ・リフォーと反目しているTSCドランメン陣営にもライデンを供給したため、フレッシュ・リフォーの制裁として限定戦争の戦場と化し第5プラントは閉鎖、ライデンの製造ラインも停止しまたもや稀少なVRとなる筈だった。
しかし本機を重用する部隊は多く、その要請に押される形で第3プラント（MV-03）が第5プラント内に残存する施設を回収、その生産ライン復活させた事により第5プラント閉鎖から1年後には生産は再開された。その後第3プラントによって改良は続けられ、後期型H8型はトータルバランスに優れ「ライデンの完成形」とも言われている。また、TSC経由でRNAに供給された機体は「ライデンII」と呼ばれOSや形式番号などが異なるが、実質的な機能に特に差異はない。
ゲームにおいては、今回もやはり装甲は十分に厚く、レーザーの破壊力は最強の部類である。
ターボ攻撃の追加によりレーザーの種類が増え、ライデンの代名詞である通常のレーザー照射形態「バイナリー・ロータス」に加え、一時的に相手を束縛するレーザーネット「クローストリング」を発射し、近接戦闘時においては高圧電流を放電して攻撃するクロー形態「フラグメント・クロー」という2種類の形態を備える。
そして前作において使いにくい武装であったグランドボムがグランドナパームとして大幅なパワーアップをしている。機動性もそこそこあり、近接戦も十分に戦える機体となった。ver.5.66では全体的なゲームスピード上昇もあり、重量級らしからぬ動きを見せる。
特殊入力による正面以外にレーザーを発射する『Vレーザー』やRWを即CWでキャンセルすることにより、レーザー発信器の展開前にレーザーが発射される『光速レーザー』など、半バグではあるが強力な技も多く、機動性能が高まったとはいえ、未だ玄人向けの機体。
ジャンプ中にスタートボタンを押すことにより「残存体力の9割&V-アーマーのすべて」と引き換えに機動力が全VR中最速となる「装甲排除」を行えるものの、1発当てられると終わるという状態になる。また、排除した瞬間無敵になるのを利用した「相手の攻撃を超低空装甲排除で無効化→RWキャンセルCWで逆転勝利」という芸をする事も可能。
こちらもゲームの家庭用版では隠し機体として白と黄色のカラーリングの試験型ライデン（HBV-502-B）も使用可能となっているが同じく正式採用機ではない試験機のため空中ダッシュ、バーティカルターン、ターボ攻撃が使用できないハンデ機体となっている。
ライデン"Jadge Igniters"
『とある魔術の電脳戦機』において学園都市第三位のレベル5能力者で電撃使い（エレクトロマスター）の御坂美琴（声:佐藤利奈）が操縦するライデン。形式番号「HBV-502-H8/VSL」。御坂美琴、白井黒子、初春飾利、佐天涙子らで組んでいるバーチャロンチーム「Jadge Igniters」デザインのライデンでブーストウェポンは御坂美琴の能力の１つで二つ名ともなっている「超電磁砲（レールガン）」を再現した高速の指弾。

### アファームド系列（第2世代）
第2プラント「トランスヴァール」が製造した第2世代VR。フレッシュ・リフォー陣営のVR開発禁止令を破り、最も早い段階でTSCドランメン陣営の戦闘部隊「RNA」に供給された。まだ第1世代VRが席巻していた頃であり、この新機体は初期には猛威を振るい、圧倒的性能によりDNAを窮地に追い詰めた。多数の派生機が登場したが、当初はアファームド・ジ・アタッカーと称される右腕にバタフライナイフ、左腕にバズーカないしサブマシンガンを装備する機体と、アファームド・ザ・ディスラプターと呼ばれる両肩キャノン・両腕ミサイルポッドの機体、そして上記2機の指揮官機として情報処理性能を強化した頭部と左腕部に近接武装としてマチェット（鉈）、右手にはアタッカーと同じサブマシンガンを装備したアファームド・ザ・コマンダーの3機種が多数製造された。このVRはまだ機体の熟成が進んでいなかったが、それでも第2世代VRの性能は第1世代VRに大きく水をあけていた（詳細は#ゲーム以外の作品に登場するバーチャロイドを参照）。しかし他の第2世代VRが登場すると、圧倒的性能差を確保することが困難になった。そこでこのVRを再度調整して製造されたのが、オラトリオ・タングラムに登場する「アファームド・ザ・バトラー」と「アファームド・ザ・ストライカー」、「アファームド・ザ・コマンダー」である。バトラーは両腕にビームトンファーを装備し、サブマシンガンを両手に持つ。第1世代アファームドを更に近接寄りに持っていったコンセプトである。ストライカーは元は先述のディスラプターの武装を半分にし、肩ミサイルキャノン1門・ミサイルポッド1個にした現地改修機であったが、正式採用機としての採用にあたり射撃兵装の調整とディスラプターで問題となっていた近接能力を補うため追加装備としてナイフを装備している。「アファームド・ザ・コマンダー」も再調整あたりマチェット（鉈）はそのままだが、後期型は手持ち射撃武器がサブマシンガンから見た目は第1世代型アファームドのものと同型だが新型のショットガンに変更されている。
アファームド・ザ・バトラー
別名「超格闘対応型機体」
型式番号RVR-39、両手にはマシンピストル ダキアスガンシステム（サブマシンガン）、両腕部にはビームトンファー ダイナミック・トンファーVer.DXを装備している近接戦闘型、近接戦闘での決着に価値を見出していたRNAではあったが、長らく純粋近接戦闘型の第2世代型アファームドを持たず第1世代型の改良型の旧型機アファームドRを運用していた。しかしDNA側の第2世代型VRの戦力が充実してくると被害が目立つようになり本機が開発されることとなった。第2世代型のアファームドとしては最後発の機体で新型スケルトンを採用しており高い機体強度を持つ。
ゲームにおいて、別名の通り近接能力が高い機体となっている。そして今回ターボ攻撃が追加されたことによって遠距離ビームトンファーは今までのカッターウェイブタイプのものとは別に地面をゆっくり移動し長い間敵機に向かって追尾する縦に長い竜巻状のものを放つことが可能となっているため、「近接を挑むための射撃牽制戦」が強く、プレーヤーに纏わり付く様なアグレッシブな立ち回りが可能である。Ver5.2時はこのしゃがみCWを中心とした射撃牽制が牽制どころでない強さを誇っていて「遠距離で竜巻がいやらしい、近距離はトンファーが痛い」という機体になっていた。そのためVer5.4以降近接以外が大幅に弱体化したものの、本来のアファームドらしさを取り戻したと言われた。
アファームド・ザ・バトラー（とある魔術の電脳戦機）
『とある魔術の電脳戦機』においてローマ正教の組織『神の右席』に所属する魔術師、後方のアックア（声:東地宏樹）が操縦するアファームド。形式番号「RVR-39/VSL」。神裂火織と並び世界に20人といないとされる聖人の1人でブーストウェポンは「霊装アスカロン」を幻像剣として具現化してのジャンプ斬り。
アファームド・ザ・ストライカー
別名「超火力強化型機体」
型式番号RVR-33、「動ける支援機」とも呼ばれる機体で、現地改修型の初期型を改良し新型スケルトンの採用と制御用アビオニクスの見直しを行い近接戦闘用にクリティカルエッジを追加した正式採用タイプ。
ゲームでは攻撃が地味でかなり敬遠されがちな機体になってしまっているのは否めないものの、地味ながら決め所が豊富な射撃、CWゲージが75〜99%の時だけ発射できる空中前ダッシュCWの火力と誘導性能など、遠距離戦火力はなかなかの物がある上に、近接でもリーチこそ短いが出が速いため決して使いにくいという事は無い。しかし、Ver5.45のネット対戦で「強すぎる！」という声をまともに受けてしまい（実際の原因は単なる通信ラグ）、Ver.5.66にて左ターボCWがバウンドせず即爆してしまうようになり、相手へのプレッシャーを掛けにくくなったのに加え、近接攻撃も近接攻撃をクイックステップでキャンセルしたときに発生する「真空判定」を当てた時のダメージが大幅に弱体化されたため、相当ハンデのある機体になってしまった。実際には真空弱体化は全キャラへのバグフィックスだったのだが、このテクニックを一番多用するのがストライカーだった為に、近接が弱体化しすぎだと言われた。しゃがみ左ターボCW右トリガー離しハーフキャンセルで地雷のようなグレネードを設置できるが、これを戦闘中に一定個数以上置くとCWが強化されるバグがある。
アファームド・ザ・ストライカー "Jadge Igniters"
『とある魔術の電脳戦機』において佐天涙子（声:伊藤かな恵）が操縦するアファームド。形式番号「RVR-33/VSL」。御坂美琴、白井黒子、初春飾利、佐天涙子らで組んでいるバーチャロンチーム「Jadge Igniters」デザインのアファームド・ザ・ストライカーでブーストウェポンは得意武器のバットでのフルスイング攻撃、それに合せて頭部のセンサーユニットが通常機とは異なるバッターヘルメット状のデザインのものに変更されている。
アファームド・ザ・コマンダー
別名「超指導力強化型機体」
型式番号RVR-12、小説『One-Man Rescue』に登場し、後にVer.5.66から追加された機体、RNAには指揮管制用の情報処理能力の高い機体としてフェイ-イェン・ザ・ナイトがあるがこれは特殊な機体であり配備数が少ない問題点があった、そのため現場においては部隊運用の中核として情報処理能力を強化したアファームド系列の指揮官型がまだまだ使用されている。
ゲームではストライカーのリーチと威力を強化した近接能力と、バトラー以上の中距離攻撃もそれなりにこなすアファームド系列の中ではニュートラルな性質となっている。とはいえ、近接でシールド60%を持っていくバトラーや、当たれば20%以上のCWを連発出来るストライカーに比べ、大ダメージを取れる攻撃が当てて15%の前ダッシュRWと弾速が遅い上にチャージが遅めな前ダッシュCW程度しか無く、使いにくくはないものの使いやすいともいえない機体である。
アファームド・ザ・コマンダー（とある魔術の電脳戦機）
『とある魔術の電脳戦機』においてイギリス清教の組織『必要悪の教会』に所属する魔術師、神裂火織（声:伊藤静）が操縦するアファームド。形式番号「RVR-12/VSL」。実刀運用の制御システムが充実しているという理由でアファームド・ザ・コマンダーを選択している、世界に20人といないとされる聖人の1人でブーストウェポンは「唯閃」と呼ばれる抜刀術を再現した高速の居合い抜きでターミナス・マチェットより障害物すら貫通する斬撃を飛ばす。
ゲームにおいてはどの機体も共通で、左武器の通常時は地面から火柱の立つナパームだがダッシュ時はダッシュする方向によって武器の性質が変化する、前および前斜めダッシュ＆後ろおよび後ろ斜めダッシュ時はボム、左右ダッシュ時はナパームになっている、通常攻撃のナパームの火柱を壁として突っ切るように前ダッシュして相手にボムを投げつけるといった時間差でプレッシャーを掛けることが可能（ターボ攻撃LTは肩部内蔵のグレネードボムを射出、RTは大型のボムをサッカーボールを蹴るように相手に蹴りつける）。また空中横ダッシュナパームの誘導性能が極めて高く、相手にとっては避けにくい。2段ジャンプ中CWで12秒間のみパワーアップする特殊技を使用することができるが、終了後は逆に一定時間機体性能が低下し弱体化する。CWゲージ100%時に空中前ダッシュCWで特殊突進攻撃を出せるが（ストライカーのみパンチ、バトラーとコマンダーはキック）、誘導性能が無く当てにくい。

### フェイ-イェン・ザ・ナイト
別名「高機動型可憐機体」。製造プラントは不明。開発、実用化の時期はアファームド系列より早いが、存在が公に判明したのはアファームド系列よりも後である。主な用途は第一世代型のバイパーIIをさらに推し進めたもので、RNAの戦術スコードロンの中核として指揮管制を勤めることが多い、そのため情報処理能力が優先されており、生産数が少なく、また生産コストも高かったためにこの機体が配備された部隊は、自分達が重要な、あるいは特殊な任務についていると自覚できたため、戦意高揚につながったといわれている。名称のナイトは第2世代型フェイ-イェンの試作9号機の“ナイン”がその風貌から捩られてナイトとなったという逸話がある。
ゲームにおいては、前作で装備されていたビームボウガンの代わりにレイピアのような細身の実剣「愚者の慈愛」を装備している。このレイピアからはビームカッターだけではなく相手を麻痺させることの出来るハート型のビームも撃つことが可能である。一部CW系攻撃を当てることにより、一時的に相手の攻撃力を下げることが可能。残り体力が半分になると発動するハイパーモードも健在で、右手に装備されている盾のような装備、封印環「賢者の妄愛」は人為的にハイパーモードを制御するための装備でありVer.5.4からは（残り体力が大幅に減少するが）手動でも発動させることができるようになった。武装も概ね前作からの発展系で、連射可能なハンドビーム、レイピアからのビームカッター、機体胸部からのハートビームとなっている。Ver.5.45以前は敵機を転倒させる攻撃に乏しかった本機であるが、Ver.5.66以降、前ダッシュハンドビームの転倒性能の向上、全体的なゲームスピード上昇を受け、近接攻撃を当てやすくなるなど上方修正を受け、一気に上位群の機体へと躍り出ることとなった。
CW近接は横振り→縦振りと2度攻撃判定が出るが、普通に当てると1発目で相手が吹き飛んでしまう。右ターボLWで麻痺させている時のみCW近接が全段HITする。
フェイ-イェン・ザ・ナイト"Jadge Igniters"
『とある魔術の電脳戦機』において白井黒子（声:新井里美）が操縦するフェイ・イェン。形式番号「RVR-14/VSL」。御坂美琴、白井黒子、初春飾利、佐天涙子らで組んでいるバーチャロンチーム「Jadge Igniters」デザインのフェイ-イェン・ザ・ナイトでブーストウェポンは白井黒子の特殊能力を再現した「空間移動（テレポート）」。

### VOK（ボック）系列
第3プラント「ムーニー・バレー」が製造したVR。ドルカスの「低価格・高火力・高汎用性」のコンセプトをUSS（ユニット・スケルトン・システム）という手法で実現した。小型のVR『vokユニット』をコアユニットとして、武装ユニットをかぶせるようにした格好で、これによってVRの生産性が向上し、多種多様な要求に対応できるようになった。武装ユニットの種類は多岐にわたるが、なかでも攻撃支援VR「SAV-326 グリス・ボック(Grys・Vok)」と呼ばれる、実弾兵器を満載した武装ユニットを装着したタイプが一番多かった。この武装ユニットはベルグドルで行っていた後方支援用途を置き換えるものである。
後に武装ユニットを光学兵器に統一した「シュタイン・ユニット」を装備した戦闘支援VR「SBV-328 シュタイン・ボック(Stein・Vok)」と呼ばれる機体も登場する。そのほかにもゲーム未登場ではあるが、主戦闘を目的に開発された「ゲムズ・ボック(GMZ・Vok)」という機体が小説版に登場する（詳細は#ゲーム以外の作品に登場するバーチャロイドを参照）。
いざ投入されると、無骨な外観と単調な展開の繰り返しにより国際戦争公司から「エンターテインメント性に欠ける」として警告を受けることが多くあった。このため外連味のある機種が求められることになる。
グリス・ボック
別名「多目的火器装備満載機体」
型式番号SAV-326-D、DNAの主力機種で分類上こそSAVだが過剰とも言える豊富な火力と信頼性の高い機体構造を持ちVOK系列の基幹機種として最も多く生産されたタイプ。
ゲームにおいてはナパームやミサイルを垂れ流すその姿からプレイヤーからは「歩く武器庫」と揶揄される。弾切れも起こしにくく、多彩な実弾攻撃を行う事が出来る。Ver.5.2では武器の誘導性能が低くかつ倒れにくく、Vアーマーにはじかれやすいうえ、機動力も低く敵の攻撃が連続で当たり続けたため、攻守共に非常に苦戦を強いられたVRでもあった。Ver.5.4になってからはこれらのバランスは調整されて使い勝手が向上した。特にジャンプRTCWの同時に12発ものミサイルを発射するグリス・ユニットのフルロード攻撃はVアーマーで弾かれにくくなり誘導性能も大幅に向上している。立ちLWをしゃがみLWでキャンセルするダブルナパームは、1発分のエネルギー消費で両方のナパームを出せ、装甲以上に防御力の高い機体である。しゃがみRTCWやしゃがみスペシャルボタンではオーバーヘッドランチャーより巨大ミサイル（しゃがみスペシャルボタンのものはしゃがみRTCWよりも更に大型）を垂直射出する、垂直射出したミサイルは一定高度に達すると敵機に対してゆっくりと落下誘導し敵機や地面に当ると大きな爆風を発生させるがこの爆風には自機に対してもダメージを与えるため使用には注意が必要である。
グリス・ボック"Jadge Igniters"
『とある魔術の電脳戦機』において初春飾利（声:豊崎愛生）が操縦するグリス・ボック。形式番号「SAV-326-D/9/VSL」。御坂美琴、白井黒子、初春飾利、佐天涙子らで組んでいるバーチャロンチーム「Jadge Igniters」デザインのグリス・ボック、ブーストウェポンは初春飾利の特技のハッキングを再現したロックオン不可の状態異常を起こすビットでの攻撃。
シュタイン・ボック
別名「経済性重視型光学兵器装備機体」
型式番号SBV-328-B、グリス・ボックはその火力から優れた戦果を上げた機体であったがその大量の弾薬消耗による戦費圧迫が問題となり、より経済性の高い代替機が求められた。グリス・ボックの実体弾装備を安価な光学兵器に換装することでSBV-328 シュタイン・ボックが誕生した。
ゲームではVer.5.66から追加された機体で、全身のランチャーから他VRの武装を模した多彩なビームやエネルギー弾を発射する。操作系統やモーションは兄弟機であるグリス・ボックとほぼ同じではあるが、装備されたビーム兵器の性質は単純な置き換えではないため攻撃手段や戦法はグリス・ボックと異なる。そのためグリス・ボックからの乗換えでも他機からの乗換えでも楽しめる機体である。また近接でビームソードが発生するためレンジが1段階広く、グリス・ボック以上に対近接キラーである。こちらのオーバーヘッドランチャーはオーバーヘッドランチャーからU字磁石のようなものを出し磁石からゆっくりと誘導する巨大なエネルギーボールを発生させる（こちらもしゃがみスペシャルのものはしゃがみRTCWよりも大型）。こちらは敵機に当たるか一定時間誘導すると大きな爆風を発生させる、こちらの爆風も自機に対してダメージを与えるため使用には注意が必要である。
両機とも近接は出とリーチは貧弱であるがCWのスピンアタックの後ろ側への攻撃判定の広さが突出している。クイックステップで回り込もうとする相手を吹き飛ばしやすく、近接が強い機体もうかつには近づきにくいVRである。

### サイファー
型式番号RVR-42、別名「高機動型可変機体」。バイパーIIの後継機と目される第2世代VR。アイザーマン博士が第6プラント「サッチェル・マウス」において、マシュー大佐と共同開発した。アイザーマンはもともとバイパー系列をテストに用いて新機体開発案を出していたが、「フレッシュ・リフォー」のVR開発禁止令によって計画の凍結を余儀なくされる。後にマシュー大佐との接触を経て、アイザーマンとマシューはクーデターを起こして第6プラントを統制下に置き、本機体を開発した。追加オプションなしで航空機のような姿の飛行形態「モーター・スラッシャー形態」への変形が可能であるうえ、トランスポーターなどに頼ることなく遠隔地から戦線投入できるという神出鬼没さから、「飛翔する殺意」という渾名を付加されており、一撃離脱を身上とする。
ゲーム内においては、やはり空中の機動性能がよく攻撃力も高いが、地上での移動性能はフェイイェン・ザ・ナイト以下である。LWはマイクロミサイルからビームダガーに変更され、全武器が光学兵器となった。ホーミングビームは立ちの単発タイプとLTVCWおよびしゃがみの4WAYタイプという2つを使い分け可能になったうえ、バリエーションを増した。空中ダッシュ中では攻撃を2回行えることと、空中ダッシュ近接ができる（空中ダッシュ2回攻撃が歴代全機体中唯一できる）のも特徴である。今作における「S.L.C.ダイブ」は飛行形態に変形しつつ敵に体当たりをかける特殊技として健在で、無敵時間や追尾能力が失われた代わりに（その名の由来に反して）軌道を上下左右に操作できるようになった。さらには「S.L.C.ダイブ」とは別に一定時間ではあるものの、飛行形態であるモーター・スラッシャーに変形する特殊技もあり、自分で操作して空中を飛び回りながら射撃攻撃することも可能となっているうえ、この飛行形態からの「S.L.C.ダイブ」も可能であるが、こちらは直進特攻固定で操作ができない。欠点はやはりその装甲であり、ライデンの右ターボレーザーが2Hitすると即死するほか、バトラーの近接CW→近接CWやバルバドスの近接RW→キャンセルクイックステップキャンセルダッシュ近接RWなどでも即死する。バイパーII時代に「紙飛行機」と揶揄されていたが、今回は完全変形できるようになったことで揶揄ではなく、正真正銘の紙飛行機となってしまった。とはいえ、攻守・攻撃範囲共にバランスの取れた優秀な機体である。
サイファー（とある魔術の電脳戦機）
『とある魔術の電脳戦機』において、イギリスの魔術結社予備軍『新たなる光』に所属する魔術師、レッサー（声 - 高田憂希）が操縦するサイファー。形式番号「RVR-42/VSL」。レッサーが装着している霊装「鋼の手袋」がM.S.B.S.に対してある種のプラグイン・エンハンサーとして機能し、跳躍飛翔を旨とするサイファーの運動能力の底上げに大きく貢献している。ブーストウェポンは「霊装 鋼の手袋」を再現しており、命中した相手に武器ゲージ回復能力阻害と強力なスリップダメージを与えるクロー状のホーミングビームを発射する。
サイファー2000"Blue Stalker"
厳密にはサイファーの派生機であるサイファー2000という機種であるが、便宜上こちらに記載する。詳しくは
ゲーム版『とある魔術の電脳戦機』においては富良科凛鈴（声 - 樋口智恵子）が操縦するサイファー。形式番号「RVR-44/2000/X」。富良科凛鈴が作中で隠密で活動するにあたり、小説版『とある魔術の電脳戦機』の黒幕であったブルーストーカーの機体データを再現した機体である。外見こそ通常のサイファーのマルチランチャーがレブナントから実剣状のクライチェク・ミューラーと呼ばれるランチャーになっているくらいに見えるが、機体性能は大幅に異なっている。
ゲームにおいては剣状のランチャーを持つことからも近接寄りのバランスとなっており、通常のサイファーより大幅に機動性が下がった代わりに装甲が非常に厚くなっている。また、射撃武器はCWの性能が大幅に異なっていることに加え、RWやLWこそサイファーのものと似ているが威力が高くなっており、その分だけ射撃武器全般的においてゲージ回復などの燃費が悪くなっている。ブーストウェポンは、リーク・スラッシャー形態に変形しての高速のS.L.C.ダイブによる突撃。

### ドルドレイ
型式番号RVR-68、別名「超重装甲突撃型機体」。第2プラント「トランスヴァール」が製造したVR。ドルカスを解析・模倣して作られた重戦闘VRで、ドルカスの「重装甲で殴り合い」の戦法を特化させたような機体である。装甲は非常に厚く、右腕には射出可能なクローランチャーを装備し、左腕には射出可能なドリルを装備していた。第5プラントでの戦闘（サイクリック・ハープーン作戦）の際、そのドリルによる地下侵攻で真価を発揮した。なお、V-アーマーも最高値であり、距離が遠ければ、ライデンの通常レーザーでさえ弾き飛ばすほどの重装甲である。大出力のジェネレーターを搭載しており、さらにそのジェネレーターから発生する大出力を用いて、一定時間ではあるものの巨大化することも出来た。
ゲームにおいてはやはり特筆すべきはその重装甲であり、全VR中で最高のV-アーマー値を持つ。そのため機体によっては遠距離からの攻撃をことごとく跳ね飛ばされ、全くダメージを与えられない事がある。特にVアーマーの固いVer5.2では遠距離でライデンの立ちCWを跳ね返す、グリスボックの攻撃をことごとく弾くほどの性能であった。姿勢が低いため、テムジンの特殊攻撃「ブルースライダー」に対ししゃがみ攻撃を出すだけで躱すことが出来る。ドルカスのキープコンセプトのように見えるが、機動力はライデンよりも劣るため、ドルカスとは使い勝手が全く異なる点に注意。ただし前ダッシュLWの「ドリル・スラム」、前ダッシュCWの「ダイビング・ヘッド・バット」といった高速特攻攻撃を持ち、プレイスタイルによってはこれを移動に利用する事もあるため単に鈍重とも言い切れない。更にダッシュ中や特攻攻撃中の旋回は非常に機敏でコマのように回ることができる。前述の巨大化はスタートボタンを2回押すことで発動し、一定時間の間のみ4-5倍のサイズに変化する（1プレイに1回だけ）。
しかしその重装甲であるとの設定ゆえか、近接攻撃を受けてもダウンしにくくなっているため、敵機に背後をとられた場合等は近接攻撃のラッシュによりライフゲージ100%の状態からでも即死することがある。
この機体のみ、ターボ近接で掴み攻撃がありクローアームで掴んだ状況によって「ドリルで殴る」か「投げ飛ばす」ことができる。オラトリオ・タングラムは初期には格闘戦における「投げ技」がアナウンスされていたこともあり、その名残でもある。。
ドルドレイ（とある魔術の電脳戦機）
『とある魔術の電脳戦機』において上条当麻のクラスメイトで3バカトリオの1人のイギリス清教の組織『必要悪の教会』に所属する魔術師、土御門元春（声:勝杏里）が操縦するドルドレイ。形式番号「RVR-68/VSL」。ブーストウェポンは「四獣ニ命ヲ(はたらけバカども)」、式神使いである土御門の能力を再現したもので式神を呼び出しブーストモードとなり機体を巨大化させて地面にドリルを突き刺して自機中心に地走りする衝撃波を4回飛ばす。衝撃波を飛ばした後もブーストモード中は巨大化が継続され近接攻撃等が変化する。小説版では同じく3バカトリオの1人でクラスメイトの青髪ピアスもドルドレイを使用しておりこちらはガラヤカのモーションを組み込んだり機体の表面に美少女ペイントを施したりといったカスタマイズがされている。

### エンジェラン
別名「氷雪魔法系神聖機体」。第4プラント「TSCドランメン」製の魔女のようなフォルムをしたVR。元は対アジム用VRとしてフェイ-イェンと同じく“VR-017”というオリジナルのVRの再設計により建造された。手に持つ“対偶の法杖”はVR-017所持の人工Vクリスタルの作用を増幅発現させ、氷の属性を持つ事象を実体化し攻撃に使用する事が出来る。VR-017の庇護が無ければ駆動力を得られないが、VR-014のように人の手を離れる事を嫌ったVプロジェクト最高責任者によって凍結監禁されていた事から心を閉ざしていたVR-017は一時期電脳虚数空間へ失踪し、その後突然第8プラント「FR-08 フレッシュ・リフォー」へと身を寄せた為、エンジェランの起動に当たってはフレッシュ・リフォーに主導権がある。
ゲーム内では軽装甲であるが、V-アーマーはドルドレイに次ぐ強固さを誇り、最遠距離では相手の攻撃をほとんど無効化する。また、空中での機動力の速さもトップクラスである。氷は単純に飛ばすだけでなく、竜の形状にして突撃させたり、ショットを吐かせたり等、本体と連携して攻めることが可能。他にも、相手の弾丸を打ち消す攻撃にも恵まれており、総じての防御力はかなりのもの。ただ、守りに重点を置いたキャラクターデザインであるため、決め手となる攻撃に乏しいということと、V-アーマーを無視した攻撃を受けると本来の軽装甲のためにライフ値をリードされやすいという欠点も持つ。
エンジェラン"Hive Eaters"
『とある魔術の電脳戦機』において学園都市第五位のレベル5能力者で心理掌握(メンタルアウト)の食蜂操祈（しょくほうみさき。声:浅倉杏美）が操縦するエンジェラン。形式番号「SGV-417-I/VSL」。ブーストウェポンは食蜂操祈の特殊能力「心理掌握」を再現した凍結効果付きの体当たりする龍と時間差で飛ぶ氷柱を飛ばして攻撃し、更にブーストモードでは通常のエンジェランの天使の羽とは異なりとして蜂をイメージしたような虫の羽のような羽を展開したエクロージョン・モードとなる。

### スペシネフ
別名「怨恨呪詛的暗殺機体」。
第6プラント「サッチェル・マウス(SM-06)」が開発した機体。デザインコンセプトは“死神”。Vコンバーターの起動事故等によってパイロットの精神を取り込んでしまった（通称「持って行かれた」）悪性Vディスクを構造材として再利用した“EVL（イーヴィル）バインダー”を装備しており、それにより搭乗者はバインダーの効力によって自身の憎悪を増幅させられ、極度かつ深刻な精神負担を強いられる対価にM.S.B.S.との同期を高める事が出来、それによるポテンシャル向上を促している。
だが、この精神負担によって発狂するパイロットが多発したことから「パイロット殺し」の異名を持ち、更にEVLバインダーは周囲に近付く人間に対しても有害な精神変調を起こす悪性ノイズを振りまくため、この事件を問題視した戦争公司からの勧告によって“EVLバインダー”にリミッターが課せられるようになった。ちなみにそのリミッターはパイロット自身で解き放つことが出来、それによって13秒間一切のダメージを受けない通称『デスモード』が発動する。
ただ、『デスモード』の時間切れと共に機体が自壊を始め、修復不能なまでに崩壊してしまうので使用には細心の注意が必要。
ゲームの中では機動力の高さとVアーマーを無視してダメージを与えられる重い一撃を持った機体。
アイフリーサーと呼ばれる可変機能を持つビームランチャーは弾速にも優れ、右ターボ付加でヒットさせるとサイファーのLW同様に持続ダメージと機動性低下の追加効果がある。そして追尾性が高く、弾速が遅いため継続してプレッシャーを掛けられるLWの鬼火のように浮遊する球体と、CWのビームランチャーから放たれる縦に伸びるカッターウェーブ、このカッターウェーブは障害物を無視して貫通する性能を持ちV-アーマー効果も無視する、更に命中すると1撃で相手のV-アーマーパーセンテージのほとんどを持っていく効果もあるためこれが1発でも命中した相手はV-アーマーの恩恵をほぼ受けられなくなる。しゃがみRTCWでは相手との距離が遠いほど左右への誘導性能が非常に高くなるため避けにくい強力な攻撃となる、斜め前スライディングCWの場合でも「見てからかわせない」と言われるほど弾速が高くメインのダメージソースとなる。他にも完全無敵のスライディングキック特攻、EVLバインダーを投擲したり（EVLスクリーマー）、LTショットで相手の武装を「封印」して使用不能にする光弾を放ったりなど、多様な武装による牽制力が高い。また近接攻撃のリーチも長く、まずまずの能力を持つ。
弱点としては見た目の線の細さそのままの防御力の低さ、瞬発力こそ高いがダッシュ距離が短く攻撃を回避しづらいダッシュ性能。そして武装自体も牽制力が高いにもかかわらず、弾丸一発のゲージ消費率の高さとゲージ回復時間の長さから来る弾数の少なさ。ゲージ消費が少ないLTの武装封印弾を始めとした多彩な特性を持つ武装の使い回しと、スライディングショットなどを用いた高い機動力を活かした立ち回りでいかに弱点を克服するか、プレイヤーの腕が問われる癖の強いVRである。
スペシネフ"Rusty Blood"
『とある魔術の電脳戦機』において学園都市第一位のレベル5能力者「一方通行」（アクセラレータ。声:岡本信彦）が操縦するスペシネフ。形式番号「RVR-87/VSL」。通常の機体はEVLバインダーのリミッターによって怨念による憎悪増幅機能に制限がかけられているが、本機「Rusty Blood」はあえてリミッターをかけずに増幅した怨念をMSBSver.55.55とミサカネットワークの力を借りて強引に抑えこんでいる。ブーストウェポンは一方通行の能力「ベクトル操作」を再現した相手を引き寄せる引力球を形成する、この引力球は敵機と引力球との距離が近いほど吸引力が強力となり引力球に捕らえた敵機の行動を阻害する、この球は一定時間で破裂して命中した敵機のSTに対して100%のダメージを与える。

### バル系列（第2世代）
別名「難解系多機能型試作機体」。第8プラント「フレッシュ・リフォー(FR-08)」が、技術力のすべてを投入して開発した一連のVR群。
俗にバル・ユニットと呼ばれる上半身に、使用する環境に応じた下半身ユニットが装備されるVR群であり、二足歩行型の「バル・バドス(BAL-BADOS)」、水中戦用の「バル・バロス(BAL-BAROS)」、C.I.S.探索用の「バル・ケロス(BAL-KEROS)」が存在する（ゲーム中では、下半身ユニットの交換は対戦ステージに応じて自動的に行われ、実質的にはバル系列の機体は同一の機体として扱われる）。いずれの機体も両腕・両脚にERL（イジェクタブル・リモート・ランチャー）という遠隔操作武器を計4個装備しており、それらを利用した連携攻撃は最早単機としてのVRの規格を逸脱していると言われている。
なお、名称や武装はバル・バス・バウと酷似しているものの、直接の技術的な繋がりは無いとされている。
「オラトリオ・タングラム」以降の“バル”系列機体の性格を決定付けたキャラクターデザインである。右腕には相殺力の高いリングショット、左腕には浮遊機雷（マイン）を投擲する機能が当てられており、通常は本体に装着した状態で発射されるが、これらは左ターボ攻撃をすると、対応した部分（立ち攻撃で腕部、しゃがみ攻撃で脚部）のERLを本体から切り離すことができる。その後、切り離されたERLは一定数の弾丸が込められた状態でその位置に留まり、対応した攻撃ボタンに呼応してその位置からそのパーツの属性に応じた攻撃が放たれる。これにより、本体と分離パーツによる挟撃をはじめとした、相手の死角を突いた攻撃をすることが出来る。また、一定の設置陣形を取った状態からターボ攻撃をすることによって発動する特殊技はどれも高性能である。なお、中央武装を使用する、もしくは弾丸を使い切るとERLは本体に戻ってくる。
防御力も機動力も平均的であるが、最大の弱点はこの機体の癖があまりに強すぎてプレーヤーがその利点だけを利用することが出来ないことに起因する。左右の攻撃の性能はお世辞にも良いとは言えず、力不足であること。ERLの分離中は本体からはその部分に対応した攻撃が使用不可能となり、特に腕パーツを分離してしまうとその部分の近接攻撃に攻撃判定が出ないため、腕を分離後は著しく近接戦闘が弱体化してしまうこと。そして設置する際、最大のダメージソースである特殊技を使用する際には大きな硬直時間が存在し、そこを狙われて撃墜されるというリスクを背負わざるを得ないということ。また、対人戦では分離パーツの位置を把握され、パーツとの連携が崩されやすいということが欠点として挙げられる。
これらの要素から上級者向けの機体であり、安定して勝つための多くをプレーヤーに依存するが、そのコミカルな動作、特殊技の重さ、CWの攻撃を1/4だけ出す、さらに武器エネルギーだけ無駄に消費する全キャンセル、ERLフォーメーションチェンジ攻撃を利用した半バグ特殊攻撃、ERLを活用したときの連携攻撃の穴の無さ等から通称“芸人機体”としてこのゲームに華を添えている機体である。Ver5.2では特定の動作で確実にフリーズさせられるという技もあり、プレイヤー不足による対戦経験の少なさも含め嫌がられる機体であった。
対CPUボス敵となるブラットス戦では特殊技「ビーム・エンクロージャー」を利用したエレベーターでハメ殺しが出来たり、ラストのタングラム戦は2ERLでリフレクトレーザーが発射可能であるなど、やたらボス戦には強い機体であった。そのため最強の敵はライデン（タングラムの1つ手前に必ず登場する）とも揶揄される。
バル・ルルーン
『とある魔術の電脳戦機』において、「インデックス」（声:井口裕香）が操縦するバーチャロイド。形式番号「IDX-10/3000」。
XBV-819バル・バドスを雛形にして設計されたという設定だが外見上の面影は両腕に装備したランチャー(ERL)くらいで、マテリアルアナライズによってシスターであるインデックスに似せてデザインされているため全体の印象はエンジェラン系列に良く似ている。ブーストウェポンは自動書記モードのインデックスの技を再現した「竜王の殺息（ドラゴンブレス）」自機の周辺に触れるとダメージを与え射撃攻撃に対しても反射攻撃をする羽を降らせる。
バル・バドス(とある魔術の電脳戦機）
形式番号「XBV-819-tr4/VSL」、ストーリーモードでは登場しないが、上記のバル・ルルーンとは別に「インデックス」（声:井口裕香）用の機体として、その他のゲームモード用にVSLデザイン基準のバル・バドスが存在する。小説の「とある魔術の電脳戦機」では上条当麻がバル・バドスを使おうとして扱いの難しさに断念する場面が登場している、ゲームでもそれを表してかバル・ルルーンとは別物といっていい程のE.R.L.の展開バリエーションと特殊技を持つ玄人向けの機体となっている。ブーストウェポンは上記のバル・ルルーンと同じく「竜王の殺息（ドラゴンブレス）」。

### 10/80 SP（テン・エイティ スペシャル）
第2世代型VRではなく第1世代型VRであるが、便宜上ここに記す。
別名「旧式改良強化要努力機体」。「オラトリオ・タングラム」においては唯一の第1世代VR(1.5世代型)であり、RNAの台頭以降、多量に生産していたことで未だに市場に流通していた。10/80 SPはVOK系列のVRがDNAの主力となり市場を席巻するようになったことで危機感を覚えたフレッシュリフォーが第2世代型VRに対抗出来すべく半ば強制的な改修要請をムーニー・バレーに依頼し、それに仕方なくムーニー・バレーが応え強化改修をした機体である。強化されたことでターボ攻撃等を備えるものの、バーティカルターンや空中ダッシュが出来ずV-アーマーも持たないという、ハンデ機体。

### アジム
こちらも実際にはVRではないが、ゲームおいてプレイヤーが使用可能な機体でもあるため便宜上ここに記す。
戦闘結晶構造体と呼ばれる存在で、Vca0年代頃より存在が確認されており突如虚空より現れてVRに攻撃を加えてきたとされる、当初はVクリスタルが直接実体化したような存在であったが出現頻度が増すにつれ徐々にクリスタルが組み合わさって人型を取ったようなVRを模した形になっていった。「アジム」という名称と存在はアンベルIVとエンジェランの元となったオリジナルVRである「アイスドール」との対話によって判明した。
ゲーム中においてタイムアップ等を繰り返しプレイ時間を長引かせる等の特定の条件を満たすことによりCPU戦開始時に空中より突如出現し対戦CPU機を一瞬の内に破壊する。そして対戦CPU機の替わりに極めて強力な性能を持つ謎の敵としてアジムが登場する。また、特定の条件によってプレイヤーが使用することが出来るが防御力が大幅に低下しており当たり所が悪いとライデンのレーザー1発で破壊されてしまうほどに低く設定されている、機体性能も目を回すほどに早い旋回性能や特殊な性能の武装が多く（機体の位置を入れ替えるワープゲートを設置するものや中には敵機の耐久値を回復させるものもある。）かなり特殊な機体に設定されている、Ver5.4以降では時間が経過する毎にヒットポイントが減少する。機体としての性能も特殊で「アーマーメントレベル」という射撃攻撃力のレベルがあり地上前ダッシュCWまたは地上斜め前ダッシュCWでレベルを強化することができラウンド開始時はLv1だが最大Lv3まで強化することができる（ただし時間経過によって強化したLvは低下する。）、また「モビリティレベル」という機動力レベルがありレベルが上がると機体のスピードが増す、こちらはラウンド開始時はLv3から始まり空中前ダッシュCWまたは空中斜め前ダッシュCWで最大Lv5まで強化することができこちらは強化のみの「アーマーメントレベル」と異なり空中後ろダッシュCWまたは空中斜め後ろダッシュCWでレベルを下げることもできる。他に特殊技として全ウェポンゲージ100%時に旋回中にCWにて自機の耐久力を50％消耗して自機を中心に非常に威力の高い大爆発を起こす自爆を使用することができる。機体選択画面では「CVT-001」という型番を与えられているが、これが何を意味しているかは謎である。

## 第3世代VR
マーズクリスタルの影響による機能不全に対応したVコンバーターを搭載したVR群。火星圏で使用されていたが、後に地球圏でも同様の現象が起きるようになったため地球圏でも使用された。第2世代VRに比べて一部の機種を除いて性能はやや劣る、Vクリスタルの影響下では立場が逆転する。また、ゲームで明確に描写されているのは白虹騎士団所属のVR-747 テムジンのみであるが、設定上は全ての第3世代VRは単独で定位リバース・コンバートを行うことが可能になっているとされており、広大な木星圏のどこに現れるか分からないアジム・ゲランを素早く迎撃する必要から打撃艦隊フォースでもいち早く導入された。
なお、フォースでは指揮官機が一部の機体に存在し、アーケード版では特務曹長以上のプレーヤー（家庭用では階級は無関係）に一定確率で支給される。テムジン747系列・ライデン系列・アファームド系列・ボックス系列は機体名の最後に「/c」、マイザー・スペシネフ系列は「type R」、フェイ-イェン・エンジェラン系列には「+」がつき、外観が一部変化する。機体性能には大差はないが、テムジン747系列には装甲解除機能が追加される。なお、すべての機体に指揮官機があるわけではなく、バル系列・景清系列・ガラヤカ・10/80 advには指揮官機はない。テムジン707系列においては、テムジン707J/cが設定上は指揮官機であるが、一般機扱いとなっており曹長以下でも支給される。また一部の機体は公式サイトで「レア機体」と表記されており、支給条件が困難であることをうかがわせるが、必ずしもレア機体＝高性能機体というわけではない。
第3世代VRの設定は、『フォース』の公式サイトや『マーズ』作中の用語集などで説明されている。

### テムジン707系列
正確には第2世代VRであるが第3世代VRとともに活動可能であることからここでも述べる。背部のブラスト排出機構である「マインドブースター」の効果からマーズクリスタルの影響下で稼動することが出来た唯一の第2世代機種。707J系列はこの機種を主力に擁するフレッシュ・リフォー精鋭部隊「ブルー・フリート」と共に地球圏では最強と呼ばれていた、しかし火星圏ではマーズクリスタルの影響によりパフォーマンスの低下が著しく、火星圏へ侵攻した際その性能を過信したブルーフリートは第3世代VR「VOX（ボックス）系列」や「アファームドJ/T系列」で構成されたアダックス/トランスヴァールの合同部隊の前に大敗した。このことにより戦略的な存在意義を失ったため、第3世代型テムジンこと、747系列へと発展していくことになる。
テムジン707J（フォース[初期機体]、マーズ）
型式番号MBV-707-J、707系列の基幹機種。スライプナーがスライプナーMk4へとバージョンアップする等、前作オラトリオタングラムで活躍したテムジンのマイナーチェンジによる改良型、上述の通りマインドブースターのおかげで稼動はできているものの火星圏においてはマーズクリスタルの影響でパフォーマンスが大幅に低下している。ゲームのバーチャロンフォースの初期バージョンにおいてテムジン系列で最初から選べる機体であるためバランスの良い性能を持つ。
テムジン707J Special Force（マーズ）
DNAの精鋭部隊用にチューニングが施された赤いカラーリングのマイナーチェンジ機。空中ダッシュ近接が追加され、しゃがみ攻撃や横ダッシュ攻撃などの攻撃性能、および機動性が向上している。特にバーティカルターン性能の向上は著しく、総合性能はMARZ所有の707Sに匹敵する。一定の条件を満たすと支給される。

テムジン707J+（フォース）
型式番号MBV-707-J+、707Jに白虹騎士団より技術提供されたグリンプ・スタビライザー（タイプE）を追加した機体。同スタビライザーの追加に際して機体特性も調整を受け、武器も専用に調整されたスライプナーMk4＋となっており、ゲームにおいても前ダッシュビームライフルの攻撃力が上昇した代わりに一発しか発射されないなど、高いパフォーマンスを誇るもかなりピーキーな機体となっている。
テムジン707J/c（フォース）
型式番号MBV-707-J/c、707系列の指揮官機。通信機能向上のために頭部の意匠が変更されている。またスライプナーも大型支援タイプのスライプナーSとも呼ばれる新型のスライプナー、スライプナーMk5が装備されている。ゲーム内では前ダッシュビームライフルが三連発となりターボ攻撃であるラシカル・ザッパーが大幅に強化されるなど、火力が向上しているものの、その分攻撃の隙が大きく耐久力も低い。アーケード版では他の系列の指揮官機と違い、階級の低い一般兵にも支給される。
テムジン707S（マーズ[初期機体]）
型式番号MZV-707-S、707JをベースにしてMARZが改造を施したカスタム機。外観は変わっていないが各部材が高性能なものに置き換えられているため高い性能を有する。ゲーム中では707Jよりも機動性能や近接攻撃力が向上している反面、耐久力が低めとなっており、軽量級機体的な性能が与えられている。MARZ設立当初の主力機体とされ、「マーズ」のゲーム中においては、最初から使用することができる唯一の初期機体。
テムジン707S/V（マーズ）
型式番号MZV-707-S/V、707Sのマイナーチェンジ版。頭部の意匠が変更され、前ダッシュビームライフルが三連発に変更されるなど攻撃性能が向上し、防御力も幾分改善されるなど、各性能に調整が加えられている。

### テムジン747系列
火星戦線でのテムジン707系列の失敗を教訓に、新たに設計された第三世代テムジン。
外装の交換によってあらゆる戦況に対応できるアーマーシステムの採用によって、第一、第二世代には無い多数のバリエーション機が誕生することになった。また、指揮官仕様機はアーマーを脱ぎ捨てることで、耐久性と引き換えに高い機動力を得る機能を持つ。
あらゆる点で707系列を上回る性能を持つが、一部の動作の機敏性等では若干遅れをとっている。
テムジン747A（フォース[初期機体(ver7.6〜)]）
型式番号MBV-747-A、747系列の基幹機種で旧来の707系列の運用法を継承したアサルトアーマーを装着しスライプナーを装備したタイプ。新型マインドブースターと機体各所に配された補助システムによってマーズクリスタルの影響下でも問題なく稼働することが出来るようになる。また、比較的簡便に外装を換装することができる。ゲーム中では近接性能、射撃性能、装甲、機動性などが高いレベルでバランス良くまとまっており、愛用する者も多い。
テムジン747A/c（フォース）
747Aの指揮官機。特殊コマンドでアーマー排除が可能。
テムジン747AII（マーズ[チャレンジモードの敵機体としてのみ登場]）
MARZのカスタム機MZV-747-Jの運用データを元に開発された747Aのバリエーション機。スライプナーの形状は元となった747Jのものに近く、一部の武装の性能や攻撃モーション及びストライプパターン(縞模様)も747A型とは異なるものとなっている。チャレンジモードの敵機体としてのみ登場し、ゲーム中で自機として使用することはできない。
のちにテムジン[ファイアフライ]がこの機体を元に開発されている。
747Aやホワイトナイトなどはラディカルザッパー(ターボRW)の際スライプナーを右手で半身に構えて発射するのに対し、747AIIと747Jは707Jなどと同様、両手持ちで正面に構えて発射するというモーションの違いがある。

テムジン747F（フォース）
型式番号MBV-747-F、高機動戦闘用にフレックスアーマーを装着した747系列機。かつてのバイパーIIと似たコンセプトの機体でありTRVの戦術ニッチェを継承しつつMBVの並みの強靭性と汎用性の確保を目標とした機体で747系列のスケルトンシステムをそのまま使用しているため耐久性もある程度確保できている。手持ち火器もライフルから高機動戦闘用にマルチ・アンカーMk.2と呼ばれるバルカンタイプの武器に変更されている。また、ビーム・スプレッドと呼ばれるTCWはマイザーΓのショルダースパインと似ているが異なる軌道で曲がる4WAYビームが射出されるため癖がある、そのため747Aや旧来のテムジンとは運用法が大幅に異なっている。
テムジン747F/c（フォース）
747Fの指揮官機。特殊コマンドでアーマー排除が可能。

テムジン747H（フォース）
型式番号MBV-747-H、第2世代型の707運用のフレッシュ･リフォー精鋭部隊（ブルー・フリート）が火星戦線侵攻時VOX系の重VR部隊によって大きな被害を受けた。その戦訓から大火力装備の支援機体が求められるようになり、その声に応える形で開発された機体。高い防御力を持った砲撃戦用のホールドアーマーを装着した747系列機で主に激戦区に投入された。完全な砲撃戦用ではなく近接戦闘もある程度こなせる汎用機。手持ち武器はM.P.B.L.を横に2連装にしたようなクラウド・スラップMk.1に変更されておりこの武器は切り離して2分割して使用することもできる。CWも背部マインドブースターに増設されたキャノンやミサイルポッドによる攻撃に、LWがナパームに変更されているため、こちらもやはり旧来のテムジンとは運用法が異なっている。
テムジン747H/c（フォース）
747Hの指揮官機。特殊コマンドでアーマー排除が可能。

テムジン747T（フォース）
型式番号MBV-747-T、747系列のテストタイプ（XBV-747-T）に多少の設計変更を加えて実戦投入した機体。そのためスケルトンそのままであり、アーマーが存在しない。運動性能が非常に高く、バーティカルターンが第2世代と同じように直角に曲がるほどである。反面、ライデンE系統のターボレーザーに1HITで90%ダメージ、多段ヒットで即死するほど装甲が薄い。レア機体でアーケード版では支給率が極めて低く、敵機体として遭遇することも無いため、ゲーム中実物を見ることの稀な機体のひとつ。こちらは武装はLWのナパーム以外は747Aのままのため高い機動性と装甲の薄さを除けば旧来機から運用法にほぼ変更は無い。
テムジン747J（マーズ）
型式番号MZV-747-J、747Aをベースに、MARZが707Sと同様の手法によって改造を施したカスタム機。治安維持活動のために採算を度外視したチューニングが施されており、ゲーム中においても1対多数の状況を戦い抜くべく、他の機体より強力な機体として設定されている。専用のスライプナーを装備し、複数のターゲットを追尾する攻撃が用意されるなど、747Aと比べて一部の攻撃に変更が加えられているほか、機動力も強化されており、下記のホワイトナイトを除けば、テムジン系列としてはマーズ中最高ランクのダッシュ速度を誇る。
ゲーム1周目の中盤から使用することができる機体。パッケージやオープニングムービーではアファームド・ザ・ハッターと共に大きく扱われており、メイン機体として描かれているほか、「第3次スーパーロボット大戦α 終焉の銀河へ」「スーパーロボット大戦K」にも参戦している(第3次における声優は谷昌樹)。ワンオフではなく複数機が製造・配備されていることがゲーム中の演出からうかがえる。
テムジン747J/V（マーズ）
747Jのマイナーチェンジ版。頭部の意匠が変更され、前ダッシュビームライフルが三連発に変更されるなど、攻撃性能や防御能力が更に向上している。

テムジン747HII（マーズ）
型式番号MZV-747-HII、747HをMARZが改造した機体。全面的に性能は向上しているほか、一部の攻撃に調整が加えられており、操作感覚は747Hと異なる。
テムジン747HIIA（マーズ）
747HIIのマイナーチェンジ版。頭部の意匠が変更され、各性能に調整が加えられ、防御能力や機動性が更に向上、747J並の機動力とライデン系列以上の装甲を備える。一方でRWのウェポンゲージ効率がやや低下しているなど、弱体化した点もある。747J/Vと同様、ホワイトナイトを除いてテムジン系列としてはマーズ中最高ランクのスペックを誇る。

VR-747 テムジン Type a8 護焔隊筆頭機（ごえんたいひっとうき）「ホワイトナイト」（マーズ）
第八プラント「フレッシュ・リフォー」直属の「白檀艦隊（ホワイトフリート）」のVR部隊「白虹騎士団 （ホワイトナイツ）」に所属する「白虹騎士（ホワイトナイト）」専用のテムジン。「Type a8」は電脳暦VCa8年度型を意味する。コスト度外視で対シャドウ戦用に上質なV.クリスタルが使われると同時に機体にも徹底的な対シャドウ用のチューニングが施されており、搭乗者のV.ポジティブと相まって一般機とは一線を画す性能を誇るが、限定戦争に用いられることはない。基本的には「マーズ」のシナリオ中でクリアリア・バイアステンの乗機として登場し、僚機として短い期間でのみ拝むことの出来る機体だが、マーズではある条件を満たすと支給されるほか、シナリオ中に実際にプレイヤーと戦闘をすることになる。これは負けても構わない、いわゆる負け戦闘ではあるが、プレイヤーのテクニックや機体次第では勝利することも可能。性能としては747Aをベースにしているものの、ウェポンゲージ効率が極端に高い上、驚異的な機動性、バーティカルターン性能、ダッシュ攻撃時の回頭性能、ダッシュ攻撃後などの隙のなさ、幅広いレンジをカバーする武器と攻撃力の高さ、VOXボブなどの重量級機体に匹敵する防御力など、申し分ないポテンシャルを誇る。反面、近接攻撃と特殊入力技系統、後ダッシュ速度に関しては747Aと比べて大きな変化はなく、RW、CWのゲージ回復が若干遅めである。「スーパーロボット大戦K」にも参戦している。

### 10/80 adv系列
第3世代型VRではなく第1世代型VRであるが、便宜上ここに記す。
10/80 adv（テン・エイティ アドバンス）（フォース、マーズ）
「フォース/マーズ」において、未だに多量の不良在庫としてアダックスが抱えていた第1世代型VRの10/80をマーズクリスタルの影響下におけるV.コンバータの影響とクリスタルノイズ除去フィルターのテストをするための試験機として改修し火星圏に持ち込んだもの、一般には流通しない機体であるはずだが闇市場を経て戦線に投入されたという設定である。そのため1.5世代型であった10/80 SPよりは強化されており、ゲーム内においてもターボ攻撃に加えてSPではできなかった空中ダッシュ、バーティカルターンも可能となり、第2、3世代型と同程度の動きは可能となっているが、装甲はマイザー以上に薄く、SP同様ハンデ機体には変わりはない。フォースではテムジン系列の機体を使用していると支給されることがある。レア機体。

### ライデン系列（第3世代）
オラトリオ・タングラムの戦場の一つとされV.C.a3年に廃絶した第五プラント「デッドリー・ダッドリー」の残存ラインを引き継いだ「アダックス」によって新たに開発された第3世代のライデン。第2世代型のライデンは多機能を持つ高性能機ではあったがそのシステムの複雑さからメンテナンス性に問題を抱えていた、第3世代では従来の重戦闘型VRのコンセプトを継承しつつもアダックスお得意のユニット・システムを部分的に導入することで用途を整理しシンプルにすることでメンテナンス性が改善され、状況に応じて多彩なバリエーションを持った装備の換装が可能となった。その事もあって、現行のライデンシリーズはアダックスによって安定した生産が為されており、今回は特に希少な機種ではなくなっている。
ライデン512E2（フォース[初期機体]、マーズ）
型式番号HBV-512-E2、連射性能の高いバズーカランチャー、グランドボム、レーザーユニット（バイナリー・ロータス）といった今までのライデンシリーズと同じ標準的な装備の第3世代ライデン系列の基幹機種。レーザーによる絶大な攻撃力は健在。
ライデン512E2/c（フォース）
指揮官機用のセンサーブロックが追加された頭部を装備した、ライデン512E2の指揮官機。
ライデン512[gfk]E2（マーズ）
E2型をベースとする、S.H.B.V.D.に配備された特別仕様機。S.H.B.V.D.仕様機は一般機と異なるgfkフレームと呼ばれるフレームが使用されており、外見こそ通常のE2型と同じだが比べ物にならないほどの装甲と機動性を誇る。下記のライデン512[gfk]E1に匹敵するだけの装甲とテムジン707Sと同等の機動性を持つ。作中では主にレドン軍曹が搭乗し、基本的に近接攻撃をしかけるギルの補佐として射撃攻撃をメインで行い、死角からCWでプレイヤーを狙ってくることも多い。一定の条件を満たすと支給される。「スーパーロボット大戦K」にも参戦している。

ライデン512E1（フォース、マーズ）
型式番号HBV-512-E1、E2型から携行火器を高威力のフラットランチャー（連装ビームライフル）に変更することにより、より一発の攻撃力に特化した機種。単純な携行火器による射撃性能の違いだけでなく携行火器が異なることによる格闘戦の攻撃範囲やレーザーの発射時の硬直性能等、E2型と見た目以上に差異がある。
ライデン512E1/c（フォース）
指揮官機用のセンサーブロックが追加された頭部を装備した、ライデン512E1の指揮官機。
ライデン512[gfk]E1（マーズ）
E1型をベースとする、S.H.B.V.D.に配備された特別仕様機の指揮官機。頭部が指揮官用の意匠となっているほか、こちらもライデン512[gfk]E2と同じく一般機と異なるS.H.B.V.D.専用のgfkフレームと呼ばれるフレームが使用されており、外見こそE1型と同じだが比べ物にならないほどの性能を誇る。その装甲はマーズで使用出来る機体で最高値を誇り、機動性に関してもテムジン707Sと同等である。作中では主にギル少尉が搭乗し、通常のライデン系列とは違い、その向上した機動性で積極的に近接攻撃を試みて来る上、その際隙あらばダッシュ近接も頻繁に繰り出してくる。一定の条件を満たすと支給される。「スーパーロボット大戦K」にも参戦している。

ライデン512A（フォース）
型式番号HBV-512-A、先代から両肩のフラグメント・クローのみを受け継ぎ、ソード状の近接兵器「ハイパー・クラブ」とナックル状のボム装備「Eボム　E-13」を装備した接近戦特化機種。脚部に補助ローラーと左手にナックルユニットが追加され高い機動性と格闘能力を兼ね備えているが近接特化ゆえライデンの特徴であるレーザーによる絶大な砲撃戦能力が失われている。その砲撃戦能力と引き換えとしてレーザーによる攻撃と同等の威力を持つフラグメント・クローによる近接攻撃を所持している、それだけでなくフラグメントクローから放たれるザッパー（仮称）や左手からの電磁エネルギー弾を始めとした武装の射撃戦能力は全体的に高く、遠近両方で戦える安定した性能を持った機体である。
ライデン512A/c（フォース）
指揮官機用のセンサーブロックが追加された頭部を装備した、ライデン512Aの指揮官機。この機体のみバグがあり、ラスボスのアジム・ゲラン戦において敵の防御力が下がらなくなる事がある。

ライデン512D（フォース）
HBV-512-D、遼機との連携を前提として、VRの行動を封じる攻撃に特化した支援型。先代のライデンから敵を捕縛する「クロー・ストリング」の機能を受け継いだレーザーユニット「バックスパイダー」に、サイファー/マイザー系列に使用されているものと同系列の携帯火器「レブナントS」を装備している。
こちらも512Aとは異なる形状だが脚部に補助ユニットが装備され若干機動性が向上している、レーザーユニットが主に捕縛用の為に単騎で戦うには少々火力不足ではあるが、ターボショットではバックスパイダーユニットを集め強力な収束型のレーザーを撃つ事もできる。レーザーの特性を理解して巧く立ち回れば、ストリングで相手の行動を阻害しつつ味方の行動範囲を広げられる、テクニカルな戦術系機体である。
ライデン512D/c（フォース）
指揮官機用のセンサーブロックが追加された頭部を装備した、ライデン512Dの指揮官機。

ライデン512N2（フォース）
型式番号HBV-512-N2、E2型の下半身にVCa3年に第五プラント周辺で勃発した一大攻防戦時に使用されたブースター・ユニットKK-66をベースに再設計した下半身ユニットを装着した高機動試作機。N型は汎用パーツを組み込み採算ベースに乗せることで限定販売されたもので、機動性は大幅に向上したものの、重装甲のライデンとは思えないほど見た目以上に装甲は脆弱になっており、バーティカルターンが出来ないほど安定性にかける機体となっている。レア機体。
ライデン512N1（フォース）
型式番号HBV-512-N1、E1型をベースにした高機動試作機。N2型同様、機動性の向上と引き換えに、装甲は脆弱になり、バーティカルターンが出来ない等の欠点を持つ。レア機体。

### アファームドJ系列
火星戦線にいち早く投入され猛威を振るうVOX系列に対抗するため、国際戦争公司がRNAを介して第二プラント「トランスヴァール」に開発を依頼した第3世代型アファームド。"J"は「ジャガー」の頭文字で"J"系列は第2世代機「アファームド・ザ・バトラー」の流れを汲んでおり「ストライカー」の流れを汲む重量級の"T"系列とは差別化されスリムでコンパクトな中量級の機体となっている。当初トランスヴァールは第3世代型の開発にあたりアダックスほど火星での実用化を目的とした開発ノウハウの準備をしていなかったため開発は遅滞するかと思われていたがアダックスが火星での戦争興行においてVOX系VRのワンメイク化によるエンターテインメント性の低下を嫌ったためアダックスとの技術提携が成立、アダックスより第3世代型の開発ノウハウを得たことで滞ることなく開発は進行し運用コンセプトの違いによって使い分けが可能な2種類の第3世代型アファームドが開発された。その後VOX系列とアファームド系列は火星戦線で死闘を繰り広げ火星戦線の戦争興行を大いに盛り上げることとなった。
アファームドJ type C（フォース[初期機体]、マーズ）
型式番号RVR-24-C、アファームド系列伝統の近接戦闘決戦機でアファームド・ザ・バトラーの流れを最も色濃く引き継いでいる機体。トンファー、サブマシンガンを装備している点はバトラーと同一だが、より近接戦闘に偏った性能になっている。
アファームドJ type C/c（フォース）
type Cの指揮官機。
アファームドJ type C Alpha Commando（マーズ）
RNAの精鋭部隊用にチューニングが施された赤いカラーリングのアファームドJタイプCのマイナーチェンジ版。機動性が向上し、トンファーのリーチが伸びている。一定条件を満たすことで支給される。

アファームドJ type A（フォース、マーズ）
型式番号RVR-20-A、アファームドJ型系列の主力機種でM.S.B.S.Ver.5.66に登場した第2世代型VR、アファームド・ザ・コマンダーの装備を踏襲したタイプ。コマンダーでは手持ち武器がショットガンであったがアファームドJ type Aではアサルトライフルタイプのガンランチャーに変更されている、左腕部にはコマンダーと同じく近接武器のターミナスマチェットを装備している。操作感覚はテムジン707Jに近いが、アファームド系列機らしく若干射撃よりも近接能力の方が高い。
アファームドJ type A/c（フォース）
type Aの指揮官機。武器がマチェットからアファームドT type Bで採用されているタイガーブレードの様な青龍刀に変更され、パラメータも変更されている。

アファームドJ type G（フォース）
型式番号RVR-28-G、VOX系列のクロー・ランチャーに対抗して作られた「ナックル・バスター」を装備するタイプ。武装が全てナックル部分に集中している為、CWでナックルを全て射出してしまうと戻ってくるまでRW、LWも使えなくなり攻撃手段を一時的に失う欠点がある。射出する方の手はハーフキャンセルで残す等調整できるので状況に応じての使い分けが必要。
アファームドJ type G/c（フォース）
type Gの指揮官機。

アファームドJ type X（フォース）
型式番号RVR-81-X、光学迷彩を施された特殊型。ゲーム中、動かないでいると姿が透けていき目視しにくくなる（ロックオンは普通に可能）。装甲がかなり薄いことを筆頭に攻撃は状態異常を起こすものが多いが火力も低く、戦闘能力自体はやや低い。mRNAとDNA共同の特殊部隊「ピース・キーパーズ（PK）」向けにトランスヴァールが開発した機体で本来は限定戦争用の機体ではない。 レア機体。
アファームドJ type M（フォース）
型式番号RVR-27-M、純粋格闘戦仕様の機体で癖が強すぎてお蔵入りとなっていたが、RNAのある将官が惚れ込んで無理に採用されたという変わった経歴を持つ。本機の特徴というべき脚部にはザ・キアイというチェンソーカッター状のレーザーブレードの付いたキックユニット、右手に火力強化のため追加されたジェットガンシステム（ハンドガン）を装備しており、近接攻撃のモーションが全て足を使ったものになっている。レア機体。
アファームドJ type C HC（フォース）
アーケード版では基礎戦闘教習COM僚機としてのみ登場、国際戦争公司所属時代のハッター軍曹の乗機で国際戦争公司より派遣された教官役のイッシー・ハッターが搭乗する。機体名はアファームド・ザ・ハッター タイプJ、ゲーム内での型番はRVR-24-C-HCだが公式HPではXVR-28-Hと型番が異なっている、Xbox 360版では自機としても使用可能で頭部の特徴的なテンガロンハット状のセンサー以外はタイプCと装備も同一なのだが装備しているにもかかわらずサブマシンガンの弾が撃てない。

### アファームドT系列
アファームドJ系列と同じく、アダックスとの技術提携によってトランスヴァールが開発した第3世代型アファームド。アファームドJ系列は機敏な機動性能と運用の容易さが売りの機体だったが、それゆえに火力や機体サイズでは中量級レベルに留まっており、特にVOX系列の物量と火力で戦況を押し切られることがしばしばあった。このためアファームド系列にも重量級の火力支援型機体が求められるようになりアファームドT系列が生み出されることとなった。動ける支援機と名高い第2世代機の「アファームド・ザ・ストライカー」の流れを汲むが、VOX系列機に対抗する為に火力に物を言わせた衝撃力となるべく機動性より高い火力による支援戦闘に重点を置いた設計になっている。ジャガーとは対照的にボディービルダーを髣髴とさせるマッチョな外見が特徴。外見通りの差別化がなされており、軽快さを系列の特徴とするジャガーに対し、強靭なスケルトン構造と重量級のような重厚な動き装甲、パワーを持つ。ちなみに、"T"は「タイガー」の頭文字である。
アファームドT type F（フォース[初期機体(ver7.7〜)]、マーズ）
型式番号RVR-36-F、アファームドT系列の中では最も生産された基幹機種、第2世代型VRのアファームド・ザ・ストライカーに近い装備だが手持ち火器が同じく第2世代型VRのアファームド・ジ・アタッカーが装備していたオークニーランチャーの様なマックス・ランチャーというバズーカ砲に変更されている、安定した火力の支援砲撃を得意とするが性質はストライカーとは異なり、機動性能よりも重装甲が目立つ、重量級寄りの性能になっている。
アファームドT type F/c（フォース）
type Fの指揮官機。
アファームドT type F Alpha Commando（マーズ）
RNAの精鋭部隊用にチューニングが施されたアファームドTタイプFのマイナーチェンジ版。その場に一定期間滞空してから発射されるグレネード弾を設置できる。カラーリングは水色と黄土色となっている。

アファームドT type D（フォース、マーズ）
型式番号RVR-62-D、VOX Dan系列に対抗するポジションにある支援タイプの機体、両肩と両足にミサイルランチャー、手持ち武器としてアファームドJ type Aと同じアサルトライフルを装備したタイプ。T系列らしくやはり支援に向き、ミサイルによる遠距離攻撃が得意。
アファームドT type D/c（フォース）
type Dの指揮官機。

アファームドT type B（フォース）
型式番号RVR-77-B、アファームドT系列では珍しく、近接戦闘を重視したタイプ。支援タイプであるアファームドT系列のみで編成されたVR戦闘団において近接戦闘状況が発生した場合に対応するために開発された機体、ターミナス・マチェットに似たタイガー・ブレードを装備しているが、こちらは指揮官機でなくとも青竜刀形をしている。脚部にブースターユニットを追加されているのが特徴で、若干機動性も上がっている。
アファームドT type B/c（フォース）
type Bの指揮官機。

アファームドT type X（フォース）
型式番号RVR-77-X、光学迷彩を施された特殊型でアファームドJ type Xの用の装備をT系列に移植したものだがピース・キーパーズ（PK）向けの特殊機で商用機体でないアファームドJ type Xと異なりこちらは限定戦争用の商用機体である。同じタイプのアファームドJ type Xと同様に、機動性能は他の系列機より高いが装甲がやや薄い。限定戦争向けの商用機体という設定だがゲームでの支給はレア機体となっている。また、全機撃破勝利時のポージングが他のT系列と異なる。
アファームド・ザ・ハッター（マーズ）
型式番号MZV-36T-H、MARZ所属にあたり用意されたイッシー・ハッターの新しい専用機でアファームドJ type C HCに変わる新しい愛機。T系列の装甲とパワー、J系列の機動性と近接戦闘力を高いレベルで併せ持つ。主兵装は以前の専用機であるアファームドJ type C HCから引き続きアファームドJ type Cや第2世代型のアファームド・ザ・バトラーと同じくビームトンファーで、より強化された新型のトンファー「ドラマティック・トンファーVer.SSS」を装備している。今回の新型機でもサブマシンガンは装備しておらずRW系の射撃武器を持たないが。全く射撃武器を持たないわけではなくCWの射撃武器として頭部のテンガロンハットタイプのパーツをブーメランの様に飛ばす「スーパーソニック・テンガロン」という特殊な射撃武器を持つ。第三次スーパーロボット大戦αに参戦した際に、テンガロンハットを取り外した後の髪型が新たに設定し直されている。

### フェイ-イェン系列（第3世代）
「ヤガランデの供儀」の発覚により第8プラント「フレッシュ・リフォー」を追放されたリリン・プラジナーが立ち上げた新会社「トランスAFG社」が設計した限定モデルで型番のTF-14の「TF」はタイプ・フェイ-イェン（Type Fei-Yen)の略称である。アンナミラーズ風のウェイトレス服をモチーフとした奇抜で扇情的なデザインが最大の特徴。指揮官用機体は頭部のヘッドドレスがティアラに変更されている。開発経緯における遺恨もあってか、ファイユーヴはこのシリーズに対して「こんなのあたしじゃない!」というコメントを残しているが、そうは言いつつもまんざらではない様子で、VividHeartなど各機種の愛称の命名や武装のコーディネートをしている。
Fei-Yen with VividHeart（フォース[初期機体]、マーズ）
型式番号TF-14A。先代機種と同じレイピア『愚者の慈愛』を装備する第三世代フェイ-イェン系列の基幹機種。軽量級の機体の為装甲は薄いが高い機動力を持ち、第三世代型フェイ-イェンの中でも安定した火力を持つ。「スーパーロボット大戦K」にも参戦している。
Fei-Yen with VividHeart+（フォース）
型式番号TF-14A+。VividHeartの指揮官機体。

Fei-Yen with PanicHeart（フォース）
型式番号TF-14C。TF14/stを使った定位リバース・コンバート実験を妨害を行うSM-06に対して先制攻撃を行った作戦「アンタッチャブル」に参加した「レミ・ファンソーラ中尉」機の仕様を再現した機体。第一世代型フェイ-イェンの装備の様な剣にも変形させることが可能なクロスボウ『亡者の懺悔』を装備する支援型。機動性と命中率や状態異常攻撃に優れる援護役だがその分攻撃力は低く、やはり軽量級の機体のため装甲は薄い。
Fei-Yen with PanicHeart+（フォース）
型式番号TF-14C+。PanicHeartの指揮官機体。

Fei-Yen with BlueHeart（フォース）
型式番号TF-14B。前述のSM-06に対する作戦「アンタッチャブル」に参加した「レミ・ファンソーラ中尉」機が、失った装備の代わりに景清系の装備を奪って戦闘を続行した。この戦闘の様子が大変好評であったことから、これを再現して商品化したもの。ただし、ファイユーヴの意向により武器のデザインは大幅に変更されている。『強者の盲信』を装備する近接戦特化型であり、近接戦時にはエネルギーを収束した身の丈以上の黒い刃で敵に斬撃を与える。第三世代型フェイ-イェンの中では射撃の攻撃力も高く装甲も若干厚くなっているが、その分機動力が犠牲になっており、ジャンプした時の自動ロック速度も遅く、すぐに相手の方向を向かないと言う欠点がある。フェイ-イェン系の特徴であるツインテールがこの機体のみ短い。これは前述の作戦時にSM-06のマシュー大佐の景清との戦闘の際引きちぎられ短くなったのを再現したため。
Fei-Yen with BlueHeart+（フォース）
型式番号TF-14B+。BlueHeartの指揮官機体。

Fei-Yen with CinderellaHeart（フォース）
型式番号TF-14M。フォース所属のパイロット「折鶴蘭」の専用機「萌葱白糸折鶴蘭」を再現したもの。お盆の様な形状の武装『ペイシェント・トレー』を装備した、見た目ウェイトレスの外見が特徴のレア機体。射撃はVHとPH、近接はBHの特徴を掛け合わせた性能を持つ。レア機体。

### VOX（ボックス）系列
アダックスが開発した第3世代型VRでボック系列に採用されたユニットスケルトンシステム（USS）を継承する最も初期に開発された第3世代機。ボック系列に加えて、ドルカス系列、さらにはトランスヴァールからのスタッフ亡命取引（サッチェル・マウスとの軋轢が原因）による技術供与によりドルドレイ系のバリエーションまでも吸収しており、派生機体数は系列別で最多を誇る。
L-48 Lee（マーズ）
ユニットスケルトンシステムに何も搭載していない、VOXの最初期型。主な用途は第2世代型のVOK系列のディク・ディクと同じく軽戦闘および偵察で機動性は良好だが、武装はライフル一丁だけと非常に心もとない。ゲーム中ではダッシュCW攻撃が比較的優秀と言えるものの、RW・LW系の射撃武器を持たず、判定が極端に狭いダッシュ近接以外に近接攻撃手段を持たないなど、ハンデ機体としての性格が強い。
L-43 Loo（マーズ）
両肩のハードポイントにハーフサイズのミサイルポッドを追加したVOX系の初期試作機。様々な速度のミサイルを撃ち分けられる。Lee同様にRW・LW系の射撃武器、ダッシュ近接以外の近接攻撃手段を持たず、ハンデ機体としての性格が強い。
D-101 Dan（フォース[初期機体]、マーズ）
肩と腕部をミサイルポッドタイプのユニットスケルトンシステムに換装した、VOX系の基幹機種。堅牢さとコストパフォーマンスに優れたタイプの機種で遠距離からの援護攻撃を得意とする。支援機らしく近接戦闘は苦手。
D-101 Dan/c（フォース）
Danの指揮官機。
D-101 Dan Special Force（マーズ）
DNAの精鋭部隊用にチューニングが施されたDanのマイナーチェンジタイプ。機動性や耐久力、ミサイルの性能が向上している他TCWの大型ミサイルの発射が2発2セットから2発3セットに変更されている。カラーリングは黒と紫である。

A-300 Age（フォース）
コストパフォーマンスに優れた近〜中距離戦を主眼とする軽戦闘タイプ、武器内蔵タイプの腕部ではなく通常のマニピュレータータイプの腕部ユニットのユニットスケルトンシステムを装備しており、右手に重機関砲タイプのミーロフ・ガン・システム LG-08、左手に近接戦闘用のハイパー・クラブ HA-73という電磁ロッドを手持ちで装備している。近接のリーチもあるため近接戦闘も比較的こなせる、VOX系の中では機動性に優れるがその分装甲は薄い。
A-300 Age/c（フォース）
Ageの指揮官機。

J-500 Joe（フォース、マーズ）
ファイヤーボール、ハンマー、ファランクスといった第1世代のドルカスとほぼ同じ武装が特徴の重戦闘タイプの機体。装甲も厚く安定した性能の主武装のファイヤーボール、ファランクスによる弾幕および誘導性能に優れたハンマーでの支援等バランスの取れた攻撃性能を持つ。
J-500 Joe/c（フォース）
Joeの指揮官機。

J-500 Joe Special Force（マーズ）
DNAの精鋭部隊用にチューニングが施されたJoeのマイナーチェンジタイプ。耐久力、クローの使いやすさが向上しておりJoe、Janeと異なりクロー射出後もファイヤーボールが撃てる、カラーリングは黒と紫である。
J-504 Jane（フォース、マーズ）
ハンマーをチェーンソーに換装し、武装を左右反転させたJoeのバリエーション機。前ダッシュのファイヤーボールが3発になる等Joeに比べると若干手数が多い攻撃に寄っている、ハンマーから換装されたチェーンソーの性能が非常に優秀でフォースのゲームプレイヤーの間でも非常に人気が高い。
J-504 Jane/c（フォース）
Janeの指揮官機。

D-102 Danny（フォース）
Danの脚部にミサイルポッドを更に追加したDanの火力向上型だがDanとはCWのミサイルの発射順や、誘導性能に差がある以外の差はほぼ無い。当初は地球圏用の輸出向けの機種であった。レア機体。
D-102 Danny/c（フォース）
Dannyの指揮官機。

B-240 Bob（フォース、マーズ）
ファイヤーボール、ドリル、カッターランチャーを装備した第2世代のドルドレイ直系とも言える重装甲型。攻撃力と装甲に特化しておりこの機種のみ追加装甲と共に本体の腕部が撤廃されミーロフ・ガン・システムも追加された胸部装甲に内蔵している。フォースのゲーム中でもトップクラスの装甲の硬さを誇る、マーズではボブ1号として登場。レア機体。
B-240 Bob/c（フォース）
Bobの指揮官機。
B-242 Bob2（マーズ）
脚部がJoeと同じ形状になったBobのバリエーション機。ボブ2号とも。防御能力が更に向上しているほか、突進技「ドリル・スラム」の性能が変化している。当初1号は火星圏、2号は地球圏用として出荷されていたという経緯がある。

M-400 Mariko（フォース）
脚部がホバーユニットになった支援型で右手に2連装ガトリング砲、肩にLooと同じハーフサイズのミサイルを装備している。機動性・装甲に優れる。mRNAとDNA共同の特殊部隊「ピース・キーパーズ（PK）」向けにアダックスが開発した機体で本来は限定戦争用の機体ではない。レア機体。
M-400 Mariko/c（フォース）
Marikoの指揮官機。

U-303 U-ta（フォース）
鋭角的な頭頂部と光学迷彩機能を持つレア機体で相手に状態異常を与える攻撃が多い、装甲は薄いがVOX系の中では随一の機動性を誇る。Marikoと同じく特殊部隊「ピース・キーパーズ（PK）」向けにアダックスが開発した機種で本来は限定戦争用の機体ではない。レア機体。
U-303 U-ta/c（フォース）
U-taの指揮官機。

T-400 Tetsuo（フォース）
拠点強襲用の衝撃力として開発された機体。特殊兵器としてICBM「最終審判弾頭「テツオ」」を保有し両肩と腕部にはビッグ・ガン・システムという非常に強力な大口径砲を装備しておりその重武装によるトップヘビー化による弊害からキャタピラ型の脚部になっているのが特徴、戦車の様な外見通り全VRの中でも図抜けた火力が持ち味。その分機動性が犠牲になっており「前後移動の機動力」は比較的高いが「横移動の機動力」と「ジャンプおよび空中機動」が非常に低くクセのある機体になっている、低い機動力に加えナパームやボムなどの防御に使える兵装も持たないため扱うには特性の理解と熟練の操作技術が必要。だが、それさえ理解できれば凄まじい機動力と圧倒的な火力を併せ持った強力な機体へと変化する可能性を秘めている。レア機体。
T-400 Tetsuo/c（フォース）
Tetsuoの指揮官機。

### マイザー系列
第六プラント「サッチェル・マウス」のアイザーマン博士による、サイファーの後継機種。サイファー同様に飛行形態（モーター・スラッシャー形態）への変形機構を備えている。バイパーIIから続く超軽量装甲、高い空中機動性能という特徴を受け継ぎ、空中ダッシュや滞空時間といった性能は他の第3世代型と比べても高い。薔薇の三姉妹を除く各派生機の外見上の違いは右腕の武装のみだが、それぞれの性能はかなり異なったものとなっている。尚、指揮官向けにType Rと呼ばれる機種があるがこれはサッチェルマウス直轄の精鋭部隊や薔薇の三姉妹の専用VRの元となったType Rと呼ばれるVR群とは性能が異なり名前こそ同じType Rだが限定戦争向けに大幅に性能を落としたモンキーモデルとなっている。
MYZR Δ（フォース[初期機体]、マーズ）
型式番号YZR-8000Δ、マイザーの強攻型で多彩なS.L.C.ダイブを得意とする一撃離脱型。武装はサイファーとほぼ同一の構成。火力はやや乏しい。内部スケルトンが強化された機種でそのため従来の空中発動に加え、地上発動、ジャンプからの急降下発動と、3タイプのS.L.C.ダイブを使用可能。
MYZR Δ Type R（フォース）
Δの指揮官機。
MYZR ΔIV Type R FairBianca（マーズ）
型式番号YZR-8004Δ/R FB、薔薇の三姉妹、シルビー・ファングの駆る指揮官機で、頭部が指揮官用の意匠となっている。基本的にはマイザーΔの性能をベースとしているが、ターボCW攻撃がマイザーΓのCW攻撃に近いものに変更されている。またS.L.C.ダイブ使用の際、CWゲージのみを消費し、RW・LWゲージを消費しない。「スーパーロボット大戦K」にも参戦している。
MYZR ΔI Evelyn（マーズ）
型式番号YZR-8001Δ EV、薔薇の三姉妹、デボラ・バイトの駆る機体。基本的にはマイザーΔと同一の性能。S.L.C.ダイブ使用の際、RWゲージを消費しない。「スーパーロボット大戦K」にも参戦している。
MYZR ΔI Charlotte（マーズ）
型式番号YZR-8001Δ CL、薔薇の三姉妹、ジェニファー・ポイズンの駆る機体。基本的にはマイザーΔと同一の性能。S.L.C.ダイブ使用の際、LWゲージを消費しない。「スーパーロボット大戦K」にも参戦している。

MYZR Η（フォース）
型式番号YZR-8000Η、マイザーにMBV並みの火力を持たせた攻撃力重視のマシュー艦隊の主力機。ビームランチャー、マイクロミサイルを装備し、重量級にも引けを取らないほどにパワーは非常に高い。その代わりマイザー系列では群を抜いて空中機動性能が低い。S.L.C.ダイブは持たず替わりに飛行形態に変形して爆撃を行う特殊入力技「GMDチャージ」が使用可能。
MYZR Η Type R（フォース）
Ηの指揮官機。

MYZR Γ（フォース）
型式番号YZR-8000Γ、バイパーIIの運用思想を継承したマイザーの強行偵察型で高い情報処理能力を有するセンサー・システム「ブリングスター・ブロック」を搭載したシールドのような大型ランチャー「レブナント37」を装備する。ショルダー・スパインからのトレース・ビームによる遠距離攻撃を得意とする。近接戦闘にも強く、フォースにおいては人気バーチャロイドの1つ。地上発動タイプのS.L.Cダイブが使用可能。
MYZR Γ Type R（フォース）
Γの指揮官機。

### バル系列（第3世代）
第8プラント「フレッシュ・リフォー」がM.S.B.S.Ver.7(第3世代バーチャロイド用のOS)の実験用として開発した機体。実験機として男性型の浮遊型、二脚型が開発され、そのデータを元に火星圏で女性型を実用化した。前作のバル系列同様ERLの分離による攻撃が可能。また、バル系列2体でチームを組んだときのみ発動できる専用の特殊攻撃が存在する。女性型は男性型の同タイプに比べ機動性に勝り防御力に劣る。
BAL d MEORA（フォース[初期機体]、マーズ）
男性型の上半身と足の無い浮遊型の下半身を持つバル系列の基幹機種。最初に開発された第3世代型バル系機体でマーズ・クリスタルの阻害効果を遮断してVコンバータの能力を最大限に活用するブースター・パーツを下半身に装着している。同機種の中では機動性に優れる。
BAL b CISTA（フォース）
男性型二脚タイプ。M.S.B.S.Ver.7シリーズを人型スケルトンで稼働させるためのデータ収集用機体として2番目に開発された。同機種の中ではバランスの取れた能力を持つ。第3世代型で最初にERLを搭載したタイプでもありこの機体の運用データを元に他のバル系列にERLが搭載された。
BAL v TIGRA（フォース）
男性型四脚タイプ。第3世代型バル系列の機体としては最後発の機体、火星圏でのサバイバビリティを重視した設計で火力と防御力を優先させたタイプ。女性型四脚タイプのBAL s RIMSOのデータを元に開発され試作OSのテスト・ベッドとして多用された。
BAL m RINO（フォース）
女性型の上半身を持つ浮遊タイプ。メオラよりも更に機動性を優先させている。互換機能を有するユニット・システムの雌型拡張機として当初から火星圏での運用を想定して開発が進められた機体。レア機体。
BAL m LANDA（フォース）
女性型二脚タイプ。M.S.B.S.Ver.7の独占供給に固執するFR-08が火星圏に最初に投入した機体だが初期トラブルが多発し開発が難航したためアダックスの大がかりな技術サポート得て実用化された。そのため女性型四脚タイプのBAL s RIMSOの方が先に実用化されている。レア機体。
BAL s RIMSO（フォース）
女性型四脚タイプ。女性型二脚タイプのBAL m LANDAの開発難航に伴い実用化に成功した女性型としては最初の第3世代型バル系機体、火星圏でのサバイバビリティを重視した設計の4脚フレームで耐久性に優れ男性型のBAL v TIGRAはこの機体の四脚フレームのデータを元に開発された。レア機体。

### エンジェラン系列（第3世代）
フェイ-イェンと同様、リリン・プラジナーの独自ブランド「トランスAFG社」から限定販売された機体、型番のTA-17の「TA」はタイプ・エンジェラン（Type Angelan)の略称である。第二世代エンジェランの攻撃能力をそれぞれに分割し、支援に特化した能力をもつ。指揮官専用機体は頭部パーツが変更され、ウイングが金色に変更される。
Angelan MH「慈愛」（フォース[初期機体]）
型式番号はTA-17Lで防御に重点を置いたエンジェラン系列の基幹機種。武器の相殺性能に優れる他、パートナーのダメージを肩代わりする能力を持つ。
Angelan MH+「慈愛＋」（フォース）
型式番号はTA-17L+、慈愛の指揮官機。頭部に神官帽子が装備されている。

Angelan WH「治癒」（フォース）
型式番号はTA-17Sで攻撃力を優先したタイプ。その名の通り、パートナーの状態異常を治療・予防することが可能。
Angelan WH+「治癒＋」（フォース）
型式番号はTA-17S+、治癒の指揮官機。頭部にナースキャップが装備されている。アーケード版ではこのキャップに付いているマークが赤十字マークに似ているが、これはジュネーヴ条約ならびに赤十字の標章及び名称等の使用の制限に関する法律に抵触する恐れがあるため、家庭版では色を赤からグレーに変更されている。

Angelan SH「慰撫」（フォース）
型式番号はTA-17Hで機動性に優れる。自機のライフを遠方のパートナーに分け与えることが出来る。LW射撃の弾が、バーチャロンシリーズと同じセガ製であるファンタジーゾーンの自機に似たデザインになっている。
Angelan SH+「慰撫＋」（フォース）
型式番号はTA-17H+、慰撫の指揮官機。頭部に天使の輪が装備されている。

Angelan WM「化鳥（けちょう）」（マーズ）
型式番号はTA-17B、マーズの仕様に合わせて攻撃能力を強化した主戦闘対応型。パートナーを補佐する能力を持たない代わりに、様々な軌道から氷の竜を突撃させることができる。槍先の付いた杖を持っているのが特徴。

### スペシネフ13系列
火星戦線に進出したサッチェル・マウス(SM-06)のマシュー艦隊に配備された特戦型VR。クリスタルノイズによるVコンバータへの阻害効果も相殺する強力なサイコ・ノイズを発振するEVLバインダーを装備しており第二世代スペシネフの特徴的な攻撃能力を三つのバリエーションに分割している。先代のデスモードは「NDEセルフクラッシャー」と名を改めており、効果は同様だがリーダー機しか発動できないという制限がある。指揮官用機体は頭部パーツが、より骸骨めいたデザインに変更される。
スペシネフ13「罪(ざい)」（フォース[初期機体]、マーズ）
型式番号はYZR-XIII sin、スペシネフ13系列の基幹機種で戦場での死者の残留思念を集めて増幅し攻撃エネルギーに変換して再利用する「アンデッド・コンバータ」をEVLバインダーに搭載している。そのエネルギー源が問題となり各方面から非難が集中しコードネームの「罪」が名称に後付で指定されることとなったという逸話がある。大鎌型のランチャー「アイフリーサー13 Ver.C」と、先代から受け継いだ翼手裏剣「EVLスクリーマー」を装備。EVLスクリーマーは射出モーション・弾速が優秀で使いやすいが、他機種よりランチャーの射程が短い。
スペシネフ13「罪」type R（フォース）
型式番号YZR-XIII sin/r、「罪」の指揮官機。

スペシネフ13「戦(せん)」（フォース）
型式番号はYZR-XIII war、戦斧型のランチャー「アイフリーサー13 Ver.A」を装備。憎悪増幅機能をより強化する真言回路「マントラ・オーバードライブ」を装備しておりその能力により浮遊エネルギー弾の「オリエンタル・サバス」や強力なエネルギー波のアックスウェーブの射出を可能にしている。先代譲りのアックスウェーブは高威力だが、見た目通りの当たり判定でないため命中精度が安定しない。他機種と比べ耐久力と空中機動性に優れるが、地上機動性で劣る。
スペシネフ13「戦」type R（フォース）
型式番号YZR-XIII war/r「戦」の指揮官機。

スペシネフ13「終(つい)」（フォース）
型式番号はYZR-XIII end ヘッジトリマー（生垣用の巨大バリカン）型のランチャー「アイフリーサー13 Ver.S」を装備。サイコ・ノイズ能力に特化した「ヴードゥー・ベクター」を装備し相手の武装を封印する能力を受け継いでいる、さらに特化した支援型。ランチャーの性能が他機種より僅かに高いが、総合的に攻撃力不足であるため、パートナーとの連携なくしては真価を発揮できない。
スペシネフ13「終」type R（フォース）
型式番号YZR-XIII end/r「終」の指揮官機。

### 景清系列
スペシネフは非常に強力なVRであったがその成り立ちからVコンバーターや周辺等への汚染率が高く除染にも手間が掛かるため安定した運用には難があった。そのためサッチェル・マウス(SM-06)はスペシネフと同じく強力な力を引き出しうる悪性Vディスクを再利用しながら安定した運用が出来るVRを欲した。これに応えたアイザーマン博士は、自身の研究により悪性Vディスクに残留する「取り込まれた精神」が強烈な性格の仮想人格（アバター）フレームを依り代とすることで凝集、安定することに着目した。ここから平家の武将「悪七兵衛景清」の怨念（正確には悪性Vディスクを再利用して悪七兵衛景清の人格を再現したアバター）をV.ディスクに定着させることによって新系列として開発に成功したVRが景清である。悪七兵衛景清という個性を与えられた悪性Vディスクの残留思念が安定したことで、精神汚染率を抑えながらも強力な高性能VRとして完成した一方で、Vコンバーターが抱え込んだその個性への強い執着を無視することは出来ず、いわゆる「鎧武者」に似た風貌、武装を持つことになった。第6プラント時代のSM-06が試作段階まで製作したものの他プラントとの政争によって不採用となっていた第1世代型VR・MBV-08の基本設計を流用したこともあり、第三世代型VRとしては比較的早くに開発されている。アーケード版では『マイザー系列』『スペシネフ系列』を使用していると稀に支給される機体で、この系列目当てに『マイザー系列』や『スペシネフ系列』を使い続け、支給を待つプレーヤーも多いが、「マーズ」ではこの機体は登場しない。
スピードもあり、防御力も平均値に近いという典型的な近接特化型機体であるが、一部誘導性が高く、援護に使える武器があることから、同じ近接重視型の『アファームド系列』よりも遥かにフォースのルールにマッチしている部分がある。しかし、射撃のゲージ消費・回復効率が著しく悪いため、運用の際には慣れと戦略的な使用が必要となる。
景清「風」（フォース）
大小二振りの打刀を装備し、二刀流で戦うタイプ。系列の中では装甲がやや薄めだが、空中機動性能に優れる。特殊操作によって近接攻撃の威力を劇的に上昇させることが可能だが、代償として射撃武器が全て封印されると共に、その時点での残り体力の50%を消費する。
景清「林」（フォース）
槍を装備したタイプ。刀装備型よりも近接攻撃の発生がやや遅いかわりに、全体的に射撃攻撃の飛距離が伸びている。
景清「火」（フォース）
長い打刀を装備したタイプ。間合いは狭いものの素早い近接攻撃を持ち、威力も高い。系列機中、最も装甲が厚い。「風」同様、特殊操作によって近接攻撃の威力を上昇させることができる。
景清「山」（フォース）
薙刀を装備したタイプ。景清特有の癖はあるものの、比較的射撃もできる型。近接攻撃の発生は刀装備型に比べると遅いが、そのリーチは全VR中でも最長クラス。
景清「凬」（フォース）
読みは上記の「風」とおなじく「かぜ」であるが字が旧字体の漢字の「凬」となっている。風と同じく二刀流だが二振りの刀を合体して弓にすることができる特殊な刀を装備したタイプ。そのため攻撃の内容は「風」に近いがその性能は異なる。また、「風」と違い近接攻撃の強化ができない。

### ガラヤカ系列
『フェイ-イェン系列』や『エンジェラン系列』と同じくプラジナー博士自ら手がけた"VR-11"をオリジナルとし、そのデータからサルベージされたものをVRとして再建した新系列。第3世代型の『フェイ-イェン系列』、『エンジェラン系列』と同じくリリン・プラジナーの独自ブランド「トランスAFG社」から限定販売されたVRで、型番のTG-11の「TG」はタイプ・ガラヤカ（Type Guarayakha)の略称である。アーケード版では『フェイ-イェン系列』、『エンジェラン系列』を使用中に極稀に支給されることから、この機体を手に入れるためにその二系列を使用し続けるプレーヤーは未だに多い。
極破壊少女戦機 ガラヤカ（フォース、マーズ）
型式番号はTG-11M、少女というよりは幼女を模した魔法少女のような姿と、軽装甲高機動からは想像が付かないほどのパワータイプであり、ボム型のLW、汎用性に優れたRW、高誘導のCWと『テムジン』と『フェイ-イェン』を足して割ったような武装から得られる攻撃力は安定性が高い。また、ダメージ受けると画面右下の「anger」ゲージが蓄積しゲージが満タンになると「変身準備おっけ～♪」の表示がされ表示中に特殊操作をすることで一定時間の間スケールダウンした『ヤガランデ』へ変身することが出来る。この間、回避性能は大幅に落ちるが、火力は中ボスで登場する『ヤガランデ』のそれと等しく、変身中はダメージも食らうことが無いため、対戦相手にとっての脅威である。弱点としては機動性能に若干の癖があること、近接は苦手な部類に入ること、「anger」ゲージが切れるあるいはタイムアップの際には変身が解け、それと同時に『ヤガランデ』に変身している間に受けたダメージ全てをまとめて受けてしまう点、変身解除後ガラヤカに戻っても一定時間「疲れてとべませ～ん！」の表示がされジャンプ不能となる等のデメリットがある。
フォースで新たに登場した系列の中で唯一マーズに参戦を為し得ているが、『ヤガランデ』変身機能は削除されている。

## ゲーム以外の作品に登場するバーチャロイド
ホビージャパンに連載された『One-Man Rescue』ならびに電撃ホビーマガジンに連載された「FRAGMENTARY PASSAGE」、その他ドラマCD等が初出のバーチャロイド。

### 第1世代VR

#### テムジン系列
テムジン(Type 94)
型式番号VR-004。白虹騎士団専用の第1世代型テムジン。「Type 94」は電脳暦VC94年度型を意味する。対シャドウ用装備と超高効率のV.コンバータにより、一般部隊で使用される第1世代はもちろん第2世代型をも凌ぐ能力を持つが、白虹騎士団の運用目的上、限定戦争で使われることはない。このVRの超高効率のV.コンバータは白虹騎士団用の第2世代型であるVR-707実用にあたり再利用されVR-707へ順次再リバース・コンバートすることでVR-707に再利用された。
テムジン四之影
『One-Man Rescue』等に登場、テムジン・ザ・シャドウとも呼ばれる、型式番号はSDK/04、プラジナー博士の主導によって本来なら制御不能であるはずのシャドウVRの制御に成功した7つの機体の一つ。
『One-Man Rescue』劇中では三日月鹿之助とダッシュ・プロンガーの裏取引よってS.H.B.V.D.の切り札の1つとして戦線に投入されたが使用するにはシャドウを抑える強力なリミッターが必要とされ、費用をケチったために90秒しか保たないという描写が行われた。第1世代型VRでありながら当時のVRとしては隔絶たる性能を持ちこの制限時間内で第2世代型アファームド8機を撃破しているが、これはM.S.B.S.Ver3.52の遠隔操作によるものであり、操縦したダッシュ・プロンガー曹長をして「こいつはどうかしている…」と言わしめたほど、パイロットが直接操縦した場合はどれだけの性能を発揮するのか未知数である。

#### バイパー
バイパーIIのプロトタイプ機で、バイパーIとも通称される。初期型の型式番号XMU-06-AのバージョンαとS.L.C.現象の対策改良を施した後期型の型式番号TRV-06-Eのバージョンβの2種がある。機体構造の不備のため制御不能になる不具合があり、後継機であるバイパーIIへの改良が進められた。ストーリー作品では、読みきりの漫画作品「SCRAMBLING CONCERTO EPISODE #8」において主人公らが所属する部隊の隊長機として登場し、テムジンやベルグドルを率いてフェイ-イェン（ファイユーヴ）の捕獲任務に参加する姿が描かれている。
漫画では、関連書籍において型式番号XMU-06-Aとして公開されている黒いカラーリングの初期モデルのバイパーIαのデザインが用いられている。このデザインでは三つ叉に分かれた細長いサーベルを装備するなど、バイパーIIとは細部の意匠や面構成が異なっている。

#### MBV-08
コトブキヤ製ベルグドルのプラモデルの解説書に文字設定のみ登場。O.M.G.以前の第6プラントが開発したものの、プラント間の政争によって日の目を見ることなく消え去った「幻のVR」「消されたVR」と呼ばれる。ハセガワ製プラモデル「第六工廠八式壱型甲/戊“悪七兵衛 景清[風/凬]”」の解説書ではこの機体の基本設計を流用して景清系列のVRが開発されたことが明かされている。同じくハセガワ製プラモデルの「第六工廠八式壱型“悪七兵衛 景清[八島]”」でも言及があり、開発中断後すでに製作されていた一部の試作機がTSCによって引き取られ保管されていた。景清の性能に感嘆したTSCがMBV-08を改装することで景清に匹敵するVRを手に入れたいと考えた結果、SM-06との紆余曲折の交渉の末にSM-06の協力のもと保管されていたMBV-08を改装する形で生まれたVRが悪七兵衛 景清[八島]となっている。

### 第1.5世代VR
オペレーション・ムーンゲート（O.M.G.）以降、次世代VRが登場するまでのVR。

#### ライデン系列（第1.5世代）
O.M.G.以降徐々にその機数を減らしていきV.C.a2年ではわずか数機となっていた。S.H.B.V.D.では補充の見込みのない貴重な機体をフル活用すべく、機体ごとのカスタマイズが進められ、それぞれ別物といってよいほどの変貌を遂げた。
ミミー・サルペン機（207号機）
型式番号HBV-05-F8S、指揮官型用の頭部とOSを搭載し、肩部レーザーに合わせて手持ち武器を光学系のフラットランチャーに統一することで、FCS（火器管制システム）を効率化している。
ダッシュ・プロンガー機（189号機）
型式番号HBV-05-E/k2、装甲材質の変更により軽量化が進められ通常タイプのライデンに比べ桁違いの機動性を誇る、武装は通常タイプと変わらないがFCSのカスタマイズが進んでおり射撃精度が非常に向上している。
エルデン・リットー機（205号機）
型式番号HBV-05-SR4、パワー重視のチューニングが施され、ガトリングガン「チェーンガン・システム ダムド9009」等の重火器、ブースター付きの斧「デスギガント」＆スパイク付きの円盾「ボルトゴッチ」といったリットースペシャルと呼ばれる重武器による力押しの戦法を得意としている。リットーが戦死した後はステフォン・アイボリーが、さらにアイボリーの負傷によりイッシー・ハッターが搭乗する。なお205号機はO.M.G.当時に大破し、修理不能と判定されており、『One-Man Rescue』の機体は別物である可能性がある。
ステフォン・アイボリー機（156号機）
型式番号HBV-05-J22、 [ライデン156号機]アイボリーがリットー機に乗り換える前の機体。『One-Man Rescue』ホビージャパン連載版では物語が始まった時点で既に撃破（全損）されていることもあり詳細は公表されていなかった。後に公式の同人誌で発表されたリメイク版では、練習機をベースに実戦仕様に改修途中の状態で実戦投入されていることが明かされた。元が練習機であったため、教官パイロットが緊急時に操作に割り込めるという仕様が残っている。
クレッグ・ブラゴ機（127号機）
名前のみ登場。圧倒的な火力と鉄壁の防御を兼ね備えた機体。本機は攻撃力重視というVR開発における一つの指針を指し示した機体とされるが、アイボリー機と同様に撃破されているため詳細は不明。

#### テムジン系列（第1.5世代）
10/80（テン・エイティ）
小説『One-Man Rescue』が初出。ゲームでは「オラトリオ・タングラム」のM.S.B.S.Ver.5.66から10/80 SP（テンエイティ スペシャル）として登場した。第3プラント「ムーニー・バレー」が第8プラントから技術供与を受け、ライセンス生産をしているOEM版テムジンでありテムジンの簡易量産型にあたる。形状こそテムジンではあるものの設計が変更されている箇所が随所にあり各所で強引なコストダウンが図られている、そのため生産コストもベルグドル並みに抑えられている。コストダウンのために武装もテムジンの標準武装である銃身の長いソード型の「M.P.B.L-7mk.3-b」から銃身が短い「C.G.S.type a1/c」へと変更されている（同時にビームもマシンガンタイプとなっている）、射撃力こそ「M.P.B.L-7mk.3-b」より落ちているがビームブレード形成機構は本来のものと同等もしくはそれに準じたものが搭載されており接近戦での戦闘能力はキープされている。小説『One-Man Rescue』にはバリエーションとして射撃力を重視した「M.P.B.L-7mk.2-d9/88」（テムジンのライフルの旧モデル「M.P.B.L-7mk.2」の正規量産品）を装備したタイプも登場している、こちらは逆に「M.P.B.L-7mk.3-b」とライフルとしての性能は同等だがビームブレードの形成機能が無い。小説では強力な第2世代VRを保有するRNAの出現によりベルグドル3M系列と共に多量に生産された低コストの量産機として登場しているが、操作性が悪く攻撃面でも第2世代型VRに対し有効打を与え難いベルグドル系列に比べると良好な操作系をしていることと、接近戦などの限定された集中使用によっては第2世代VRに対し無視出来ない戦果を挙げていることもありDNAにおいて第2世代型VRの配備が進むにつれ早々に前線から姿を消したベルグドル系列とは異なり第2世代型までの繋ぎとして多量に量産された、そのため市場在庫が多量にあり以後もオラトリオ・タングラム戦役時には近代化改修型のSP（スペシャル）、フォース、マーズの時代には第3世代VR開発時のデータ収集用途のadv（アドバンス）といった形で改修され長期間使用され続ける事になる。

#### バイパー540系列
次世代VRのデータ収集用にバイパーIIを改良したVR。オプション装備で「プロト・スラッシャー」と呼ばれる飛行形態をとることが可能であるが、人型モードへ変形する際にオプションを脱ぎ捨てる格好となるため、人型モードから飛行形態への変形はできない一方向のみの変形となる。とはいえ高機動型形態をとることにより戦線に迅速に配備できることは大きなメリットであった。これが後にサイファーへと繋がる。
バイパー540SH
型式番号YZR-540-SH、『One-Man Rescue』において三日月鹿之助の搭乗機として登場する。
最初にメディア公開されたバイパー540系列。武装は不明。テムジン四之影の遠隔操作はこの機体から行われた。
バイパー540TGS Evelyn（エブリン）
型式番号RVR-40/540TGSおよびYZR-540-TGS、デボラ・バイトが搭乗する機体。
爆装の強化に主眼が置かれ、本機のSLCモード時の爆発的攻撃力はバイパー系列でも有数のレベルである。
武装はクラスターボム搭載のシェルポッド×1と、多目的汎用型ミサイル3×4。
バイパー540TGA Charlotte（シャルロッテ）
型式番号RVR-40/540TGAおよびYZR-540-TGA、ジェニファー・ポイズンが搭乗する機体。
アジムの観測を目的としたセンサー・システムの強化に主眼が置かれており、機首上面「スパンダー・ブロック」部に増加センサー類が収納されている。
武装は両腕部に装備された「レブナント ver.1.8」。

#### ベルグドル（3M系）系列
使い勝手はともかくとしても、その安いコストからベルグドルはO.M.G.以降も大量に生産された。しかし生産拠点や時期ごとに異なるマイナーチェンジが施されたことで、現場では細かな仕様が異なる機体が混在し、運用上の効率が低下する結果となった。不統一であったマイナーチェンジを最大公約数的に統一したのが3M系である。従来型の機体も再リバース・コンバートされている。
ベルグドル（3M系）
型式番号SAV-07-3M、足回りを中心に改良が施され、従来のベルグドルと比べて1頭身低くなったことで重心が下がり、トップヘビー問題がやや緩和されている。しかし基本設計は旧来のままであり、それに根ざした諸欠点は改良されていない。
ベルメイト
型式番号SAV-07-Q、3M系ベルグドルの練習機(複座式)をベースにして装甲、アビオニクス関係の強化を図った改造機
頭部(顔面部？)を胴体と一体化、頭部センサーユニットは高性能で軽量なものに換装・強化されたが、コクピットは複座式を維持している。この改装によってベース機に比べ、操作性等に高い信頼性が認められた為に急遽制式採用、『ベルメイト』として運用を開始する。
実戦においてはベース機に較べて多少打たれ強くなってるモノの、複座式コクピット故の操作系統の煩雑さが一筋縄ではいかない機体となっている。

#### アファームド・ザ・リベンジャー
型式番号RVR-21、第2世代型アファームドの開発のテストベッドとして使用していた第1世代VRであるMBV-09を実戦投入にあたりフルチューンした機体。R型とも呼ばれる。元々組織規模として大きいとは決して言いがたいRNAは少数精鋭を旨としていたが、DNAが第8プラントのテコ入れを受けてからはその圧倒的物量の力によって苦汁をなめさせられる事態をしばしば経験した。このため旧式化した機体も急遽サルベージし再調整を行なったうえで実践投入されることとなった。本機種もその中の一つである。総合力では第2世代に遠く及ばないものの、トンファーによる近接戦闘能力は投入されたV.C.a2年当時ではまだ十分強力であったし、加速性能主体として強化された機動性能もそれなりの評価を受けた。RNAは近接戦闘での決着に価値を見出していたわりに、意外にも出現してしばらく近接戦闘能力を重点的に強化した第2世代アファームドを保有しなかったため、あえて本機種にこだわり使用し続けるパイロットも少なくなかった。

#### iドルカス
型式番号はRVR-64、ドルカスの現地改修型機体。その姿はドルカスとドルドレイのちょうど中間くらいで、頭部が少し胴体にめり込んでいる。右腕はドルドレイと同様のクローランチャーに、左腕はショベルを装備している。地中からの侵攻を目的としている。装甲も強化されており、殴り合いの肉弾戦を得意としていた。この「重装甲で殴り合い」のコンセプトは第2世代VR「ドルドレイ」の開発へと繋がっていく。

### 第2世代VR

#### テムジン系列（第2世代）
テムジン試作二号機
型式番号XVR/RP-07/07。第2世代型テムジンの試作機。テスト中に起きたシャドウVRとの交戦により機体は汚染され、廃棄された。この戦訓により、白虹騎士団の機体にグリンプ・スタビライザーが装備され、一般機に対してはリミッターが設定されることになる。テストパイロットのインター・バスケスによればこの二号機はほぼ完成の域にあったが、一号機はひどい出来であったらしい。
テムジン(Type a3)
型式番号VR-707。白虹騎士団専用の第2世代型テムジン。「Type a3」は電脳暦VCa3年度型を意味する。VR-04で使用された高効率V.コンバータを再利用してリバース・コンバートされている。
対シャドウ用装備として頭部に精神侵食に対する防御力を強化するためのヘッドギア型の頭部プロテクターを装備、シャドウ召還の触媒効果を防ぐためマインド・ブースターにグリンプ・スタピライザーを装着している。
武装には試作二号機でもテストされていた防楯ユニット「レディオ・スプライト」と、それと対を成して機能するフレキシブル・ランチャ―「リキッド・ディクティター」が装備されている。
テムジン(Type a5)
「Type a5」は電脳暦00a5年度型を意味し、主な機体としては「FRAGMENTARY PASSAGE」に白虹騎士団三番隊筆頭『インター・バスケス』搭乗機が登場する。
前述のType a3ではまだスライプナーがロールアウト前の為に装備されていなかったが、このType a5には搭乗者であるインター・バスケスの功績を称えるマーキングが施されたスライプナーTZ（707J/cと同型のランチャー）が装備されている。
XBV-707
名称なし。ボークス製プラモデル「MBV-707-G テムジン」の説明書に文字設定のみ登場。後に第2世代型テムジンとなる試作VR。外装デザインがまだ決まっておらず、暫定的にXBV-814(第2世代型バル系の前身となる試作VR)のものを装着してクレプスキュール会戦に試験投入された。しかし装甲とスケルトンが相互に干渉を起こしほとんどまともに動くことはなかった。

#### VOK（ボック）系列
ゲムズ・ボック
ボック系列VR。DNA側の主力MBVにはテムジンという傑作機があったが、ボック系列のVRを大量に保有するDNAとしては運用するVRの種類を少なく絞り、部隊を同系列のVRで揃え編成しVRの保守・運用を容易にしたかった。そこでDNAはボック系列をMBVとして運用できるようなプランをムーニー・バレーに依頼。テムジンの監修元であるフレッシュ・リフォーから様々な圧力があったものの、ムーニー・バレーはこれを真摯に受け止め、高火力で軽量の武装ユニット「ゲムズランチャー」ユニットを開発。これによりボック系列によるMBVが完成した。形式番号はMBV-331である。
Dk/dc（ディク・ディク）
ボック系VRは、「基本ユニット（小型VR）」+「武装ユニット」という形で汎用性を確保しているが、元来よりボック（小型VR）単体での運用も念頭に置いた設計であった。ボック単体では貧弱すぎであったが、小型軽量による高機動性能の恩恵も大きかった。そこで最低限の武装を施し、哨戒・索敵任務用途に改良したものがこのディク・ディクである。形式番号はLBV-314で軽戦闘バーチャロイド（light Battle Virtuaroid）に分類される。 ボック系の後継であるVOX系の「Lee」はディク・ディクのコンセプトを受け継いだVRである。
スピングル・ボック
型式番号はSBV-321、亙重郎のツイートのみにて判明している機体、初期型の「M系」（雄型）と後期型の「F系」（雌型）の2種がある。初期型の「M系」は汎用性の高い第2世代型アファームドに拮抗するMBVとなるはずのテムジンの開発遅滞によってDNAからの要望により認可されサイクリック・ハープーン戦役に投入された、分類はSBVだがMBV的な運用を想定して開発されたもので同戦役において十分な性能を発揮した。しかし後に初期型の「M系」（雄型）はオラトリオ・タングラムで運用するにあたってある規定違反を犯していることが判明したため市場から閉め出されてしまい、規定違反部分を除外し改良した後期型の「F系」（雌型）が登場することとなった。後期型であるスピングル・ボック「F系」はその後も生産され主に月面等の地球外の戦域において運用された。なおシュタイン・ボックは初期型のスピングル・ボック「M系」の光学兵装を再設計、簡略化したものでこの機体の後継機にあたる。

#### アファームド系列（第2世代）
アファームド・ジ・アタッカー
別名「超新規格型汎用機体」
型式番号RVR-30、 設定上最初に確認された第2世代VRで、第2世代アファームドの基本型。初期RNAの主力。ダキアス・ガン・システム（マシンピストル）を装備した軽装型とオークニー・ランチャー（バズーカ）を装備した射撃火力重視型が確認されている。また、ともに近接戦闘用のプレシジョン・ナイフを左腕ハードポイントに装着している。2タイプ確認されていることからも火器・武器の柔軟な運用（装備）が可能な性能を覗わせており、事実これを基幹として様々な派生型（武装バリエーション）が展開されていく。登場する『One-Man Rescue』では指揮官機であるC型（コマンダー）や火力支援機であるD型（ディスラプター）との連携が見られる。
アファームド・ザ・ディスラプター
別名「超意欲的重装機体」
型式番号RVR-32、第2世代アファームドの最重装型。A型（アタッカー）を主力とする打撃部隊をサポートする火力支援型として、A型をベースに開発された。両手にボックスランチャー、両肩にユニットガンと火力の充実ぶりには目を見張るものがあるが、この重武装は機体重量を著しく増加させ大幅な機動性能低下を招いた。当初はさほど問題視されなかったものの、この偏った性能はS.H.B.V.D.を核としたDNAと遭遇した場合、本来ならば優位であるべき第1世代VRに対して苦戦するという醜態を演じる事態を引き起こしたため、S型が開発された。
D型自体はその後も多方面で投入され続けたが、DNAが第2世代VRを充実させるに従いこの性能の偏りが無視できないものとなってきたため、その役割を本格的にS型へ移行させ第一線から姿を消していった。
アファームド・ザ・ストライカー（初期型）
型式番号は後期型と同じくRVR-33、D型は高火力ではあったが機動性に難が有り、この欠点を改修するために武装を半分に減らして機動性の向上が施された現地改修タイプを投入するということもあった。
これが後にアファームド・ザ・ストライカー（S型）と呼ばれるものの原型である。
なおゲームに登場するストライカーは設計段階からバランスを見直された後期型で、ディスラプターから改造したものとは武器の取り付け位置が左右逆となっている他、近接戦闘装備であるクリティカル・エッジの装備、打突攻撃の際にボックスランチャーのグリップ部を保護する展開式のナックルガード有無等の違いがある。
アファームド・ザ・コマンダー

型式番号RVR-12、小説『One-Man Rescue』が初出。その後「オラトリオ・タングラム Ver.5.66」からゲーム本編に登場した。装備がゲームとは異なり左腕装備のターミナス・マチェットは同じだが『One-Man Rescue』登場の機体はショットガンのガンランチャーR-21ではなくサブマシンガンのダキアス・ガン・システムを装備している。初期RNAの基本戦闘隊形のフレックス5と呼ばれるVR5機編成による高速機動戦闘フォーメーションを活用するにあたり、強力な情報処理・統括能力を有する指揮型VRの存在が不可欠でアファームドC型はその指揮官機として開発された。通常機とは異なる頭部センサーやOSの充実等、各種装備の特殊化が随所に施されている。
アファームド・ザ・チーフコマンダー
型式番号RVR-15、C型（コマンダー）の後継機種で、情報処理能力が強化されている。外見上の最大の特徴はC型では一つしかないターミナス・マチェットが両腕に装備されたこと。「FRAGMENTARY PASSAGE」の作中ではシャドウ化した機体がテムジン試作二号機と交戦した。

#### ライデン系列（第2世代）
試型雷電
小説「One-Man Rescue」に登場、型式番号XBV/DD-05/02。第2世代型ライデンの試作機。S.H.B.V.D.出身のピエゾ・バイモルフ曹長専用にチューニングされている。V.C.a2年のサンド・サイズ戦役に投入され、たった1機で壊滅寸前のDNAを逆転勝利に導いた。制式採用された量産機と異なり、両腕にバズーカを装備している。肩のエンブレムには「試式雷電」と書かれている。
ライデン（熱帯雨林地帯仕様）
型式番号HBV-502-H2。小説「FRAGMENTARY PASSAGE」にてS.H.B.V.D.所属機体が登場、H2型は熱帯雨林地帯向けにレーザーユニットを中心に耐水シーリングやレーザー減衰対策等が施されているタイプで、禁制領域シバルバー外の程近いジャングルでマイヤー軍曹駆るアファームド・ザ・バトラーと交戦した、しかしマイヤー軍曹によるブービートラップ等を用いたゲリラ戦法により撃退され同機を取り逃がしている。

#### サイファー系列
サイファー2000
型式番号RVR-44/2000。右腕に通常のランチャーとは異なる、長剣状の特殊武装『クライチェク・ミューラー・SGS』を装備したサイファー。飛行形態は「リーク・スラッシャー」と呼ばれ、特異なシルエットを持つ。ごく少数のみが配備されたとされ、「FRAGMENTARY PASSAGE」にはシルビー・ファングの搭乗機「FairBianca（フェアービアンカ）」が登場している。
クロスオーバー作品『とある魔術の電脳戦機』シリーズでは、小説版の黒幕であるブルーストーカーの機体として登場しており、続編となるゲーム版でも一定条件を満たすとプレイヤーキャラクターとして使用することができる。

### 第3世代VR

#### テムジン[ファイアフライ]
型式番号747-FF。白虹騎士団の造反者を討伐する任務を前提に、MARZが運用する機体 (MZV-747) の技術を導入して開発された、テムジン747AIIのカスタム機。頭部にセンサー類が追加され、テムジン747J/Vと同様の意匠になっている。近接戦闘に特化され、この距離での戦闘力に限定すれば白虹騎士団のテムジンType a8を上回るカタログスペックを持つとされる。ハセガワ製プラモデルのオリジナルキャラクターとして設定された。

#### TF14/st
名称はなし。ハセガワ製プラモデルの説明書に文字設定のみ登場。第3世代型フェイ-イェンの試作機にあたり定位リバース・コンバート機能を標準装備するSM-06のマイザー系列に対抗するため、旧DD-05スタッフによる定位リバース・コンバート技術とベビー・タングラムによる動力技術の応用によって定位リバース・コンバート機能を標準搭載している。当時各所で顕在化していたダイモンの驚異への対応のためMARZの少ない戦力の効率的運用の必要性を痛感したリリン・プラジナーは即応部隊の機動力向上に注目した。その解決策として注目したのが定位リバース・コンバートであったが当時VRでの定位リバース・コンバート技術においてはSM-06が占有しており、更にリリン・プラジナーとSM-06の仲は陰険であったため技術供与を受けられるはずも無く独自開発を余儀なくされた。しかし幸いなことに第3世代型フェイ-イェンの開発にあたりサイドサイズ戦役にてVRの定位リバース・コンバートを行った旧DD-05のスタッフをトランスAG社は擁しており技術上の問題点も把握していた。定位リバース・コンバートを実用化するための懸案事項の一つである、定位リバース・コンバート直後に起きるVRの一時機能停止現象を解消するためにリリン・プラジナーがファイユーヴを説得して得たCIS往来システムの技術が用いられている。

#### TF14/ft
名称はなし。ハセガワ製プラモデルの説明書に文字設定のみ登場。定位リバース・コンバート実験を妨害するSM-06に対抗するためTF14/stを武装化した機体。これをもとに量産したのが第3世代型フェイ-イェンのうちPH（パニックハート）である。量産化はファイユーヴに無断で行われたことから、ファイユーヴ本人は報復に第3世代型フェイ-イェンに関するデータベースに対して執拗な荒らしを行った。

#### フェイ-イェン[萌葱白糸折鶴蘭]
フォース所属の折鶴蘭大尉専用の第3世代型フェイ-イェン。トランスAFG社から提供されたTF-14をフォース艦隊内にある「シンデレラ・ワークス」の手によって彼女の専用機としてカスタマイズしたもので独自のトレー型の武装に加え、彼女のプロポーションを再現するため「ソーラクス」と呼ばれる胸部装甲「チェストシェル」が開発されバストサイズの異なるチェストシェルが複数種類試作された。「萌葱白糸折鶴蘭」の人気にあやかってこの機体を商用化したものがフェイ-イェンCH（シンデレラ・ハート）である。

#### マイザー39
形式番号YZR-3900。Xbox 360版のメモリアルボックスに同梱されたCHRONICLE15に文字設定のみ登場。第2世代型VRのサイファーの原型機であるYZR-4200よりも先に開発された機体であり、SM-06のアイザーマン博士が、協力体制にあった火星のテラフォーミング計画が失敗した際に火星に置き去りにされた人々の末裔である「マージナル」と呼ばれる人々にのみ販売した機体、名称のマイザーはM（マージナル）とYZR（アイザーマン）からとられている。定位リバースコンバートシステムYS99を搭載し定位リバースコンバート機能を標準装備している、出現当初は地球圏で使われる第2世代型VRの技術を大きく上回る性能を有していた。MARZ設立時にはアダックスと手を組むマージナル軍閥派を嫌う穏健派によってこの機体が3機MARZへと提供されている。

#### マイザー300
形式番号YZR-3900/300、ハセガワのプラモデル「マイザー・ガンマ」にて登場。この機体の武装を参考に「マイザー・ガンマ」が開発された。、マイザー39は定位リバース・コンバート機能を標準装備し当初は火星圏で運用される他VRに対し優位に立っていたが、汎用機であり純粋な戦闘用VRではないこともあり純粋な戦闘用VRで同じく定位リバース・コンバート機能を持つ第3世代型VRのYZR-8000系のマイザーがピース・キーパーズで運用され始めると苦戦するようになった。それらに対抗すべくマージナルの組織の一つ独立旅団KKKKによって改良・開発されたマイザー39の後継機がYZR-3900/300である、偵察用の機体だがシールド機能を持つ大型ランチャーK4/K4を装備しており近接戦闘にて高い戦闘能力を振るった、派生機に独立旅団KKKKのエースパイロット”ガンマ”の専用機「マイザー300Γ」がある。マージナルの流儀により「マイザー300Γ」がガンマの手によってピース・キーパーズへ提供されたのだが、この技術を入手すべく解析した結果マージナルの生体システムを利用した「テレプシコーラ」と呼ばれるMSBSとは異なる独自のOSを搭載し武装の大型ランチャーK4/K4やFCS等のシステム含めMSBS環境と適合しない通常のVRと全く互換性が無い異質な機体であることがわかった。そのためピース・キーパーズではどうすることもできず打ち捨てられていたのだがサッチェルマウスのアイザーマン博士がこの機体を引き取り機能を整理し戦闘能力こそオリジナルのK4/K4に劣るが高度な情報処理センサーブロックを追加したマジック・ランチャー「レブナント37」が開発されマイザー・ガンマが開発されることとなった。

#### 第六工廠八式壱型“悪七兵衛 景清[八島]”
元はゲーム内データのみでゲーム自体には未登場であった景清系の幻の指揮官機であり大型の前立て(兜飾り)が特徴、電脳戦機バーチャロン20周年キットとしてハセガワよりプラモデルとして立体化された、設定はTSCが保管していた景清系列機の元となった第1世代型VRのMBV-08をTSCとSM-06の協力のもと第3世代型VRとして改修した機体。第3世代型VRの中でも際だって高い戦闘能力を有しており、アースクリスタルのある歪曲神殿の防衛と幻像結晶拘束体ブラットスの暴走を抑えるSM-06のVR部隊の最終決戦機として秘匿・温存されていた。

#### XBV-820系
名称なし。ハセガワ製プラモデル「テムジン747A/c 雪の勲」の説明書に文字設定のみ登場。FR-08が次世代VRを選定するためのコンペに出場させた機体群。完成度は低かったものの、次世代にふさわしいコンセプトを提示したことでコンペに勝利する（このコンペはRP-07側の状況を知った上で仕掛けたものであり、出来レースとも言われる）。XBV-820-d、XBV-820-b、XBV-820-vという3機種の存在が示されているが、詳細は不明。これらを発展させてXBV-821系、すなわち第3世代型バル系列となる。

#### XBV-717-H/XBV-727-F/XBV-737-A
名称なし。ハセガワ製プラモデル「テムジン747A/c 雪の勲」の説明書に文字設定のみ登場。第2世代型テムジンの後継機をRP-07が開発するにあたり提示された3つのコンセプトに基づく実証機。
XBV-717-H
従来のビームランチャー系とは別系統の汎用装備を運用するための外装の開発を目的とする。
XBV-727-F
C.I.S.での運動能力を強化するフレームの開発を目的とする。
XBV-737-A
上記2機種が第3世代へのつなぎとして第2世代型をアップグレードすることがコンセプトであったのに対し、こちらは完全新規設計の第3世代型を開発することを目指す。XBV-820系とのコンペの時点ではまだ基礎実験の段階でしかなく、新要素の提示ができずに終わる。

#### XBV-747-T
名称なし。ハセガワ製プラモデル「テムジン747A/c 雪の勲」の説明書に文字設定のみ登場。FR-08とのコンペに敗れたRP-07であったが、火星戦線に介入しようとしたFR-08がマーズ・クリスタルの影響によって惨敗すると状況が一変する。XBV-820系をマーズ・クリスタルの影響を受けないよう改修するには大幅な設計見直しが必要であり、完成が遠のいたのである。そこでFR-08はRP-07に対して開発の続行を命じ、XBV-717-H/XBV-727-F/XBV-737-Aから統合・発展する形で生み出されたのがこの機体である。さらなるテストと改良を経て第3世代型テムジンとなる。

### プラジナー博士が制作したVR
リリン・プラジナーの父親であるプラセンジット・プラジナー博士が制作したバーチャロイドで、「オリジナルVR」とも呼ばれる、共通する事は自我を有している事、超高効率Vコンバータを搭載し人間とVRという二相間の可逆的変換能力(＝変身)を持つこと、電脳虚数空間と通常空間を自由に行き来出来る能力を持っている事である。電脳歴世界の３つの災厄「シャドウ」「ヤガランテ」「アジム」の抑制を目的として制作された。

#### ファイユーヴ
型式番号VR-14もしくはVR-014。フェイ・イェンのオリジナル。自称14歳の少女の人格を持ち、三姉妹の関係に当たるオリジナルバーチャロイドの中で次女に相当する。好奇心旺盛かつ自由奔放な性格で退屈と束縛を何よりも嫌う。
直接的なダメージを与える武装を一切持たない代わりに、胸部よりハート型のビームを照射し命中したVR操縦者に対して多幸感のある衝撃を与えて行動意欲を減退させると同時にVRのMSBSを機能不全に陥らせるという特異な対敵装備「エモーショナルアタック」を備えている。
リリン・プラジナーとは協力関係にあり、普段はCIS側からのシャドウ殲滅を行っているが、飽きてくると人間世界や電脳世界にやってきては余計な騒動を引き起こしており、そのため他のオリジナルVR2機とは異なりしばしば目撃例が挙がっている。そのあまりにも自由奔放の過ぎる性格と行動がアンベルIVおよび最高幹部会の逆鱗に触れる事となってしまい、オリジナル フェイ-イェン捕獲作戦としてV.C.99年には極秘作戦として配備中であったDN社虎の子のDNAのVR戦隊を投入しての捕獲作戦を実行したが失敗、更に続くV.C.9a年にはエリート部隊である「特殊重戦闘VR大隊」と「マシンチャイルド」を投入した大規模なが第2次作戦が実行されたがいずれも失敗している。しかも、プラジナー博士がアンベルIV宛てに送信した時限メールが、これに追い打ちをかける事態となる。結果、大激怒したアンベルIVと最高幹部会は0プラントを危険分子と見なし、制裁を決行。プラントの完全閉鎖に加え、0プラントに勤務していた全スタッフに対しては勤務に関する全記憶を完全消去させるという苛烈な制裁を課し、0プラントは存在までも抹殺される結果となってしまった。ちなみにプラジナー博士はこの時既に失踪していたため、制裁を免れている。その後も目撃時期によって世代の異なる第2世代型VR等に姿形が変わっているがそれは超高効率V.コンバータと自己アップデート能力によって自分自身をアップデートすることができるためである。

#### アイスドール
型式番号VR-17もしくはVR-017。エンジェランのオリジナル。三姉妹の長女に当たる存在で17歳相当の少女の人格を持つ。

アジムによる被害が人類圏で顕在化する以前から単独で戦っていたが、40%の機能低下を起こした状態でアステロイドベルトを漂っていたところをアンベルIVに発見され、回収される。VR-14のように勝手に動かれる事を嫌うTSCドランメンによって凍結監禁されていたが、アジム問題が深刻になってくると凍結解除される。しかし、凍結監禁されていた事で心を閉ざしていた為、戦いを拒否して電脳虚数空間へ失踪した後にフレッシュ・リフォーへ姿を現し、これを知ったTSC陣営は大激怒する。これが一般に「エンジェランの略奪」と呼ばれ、TSC陣営とフレッシュ・リフォー陣営が険悪化する要因の一つとなる。
リリン・プラジナーを妹と呼ぶ。

#### アプリコット・ジャム
型式番号VR-11もしくはVR-011。ガラヤカのオリジナル。三姉妹の末妹に相当する存在で11歳相当の少女の人格を持つ。C.I.S.からヤガランデが持つ幼い子供のような要素をV.コンバータに取り込んで強引にリバース・コンバートした機体である。
ヤガランデを制御し実体化を防ぐことを意図して作られたが、逆に実体化を促進する結果になったことに加え、強烈な破壊衝動を抱く危険な存在となったため厳重に封印されている。プラジナー博士が残した文書には失踪する原因の一つがこの機体にあることが仄めかされ、アプリコット・ジャム自身も封印を解除するためにプラジナー博士が現れるのを待っている。「フォース」「マーズ」に登場するヤガランデの幻影と頭部デザインが「OMG」当時とは違ってこの機体と似たものに変わっており、互いに影響を及ぼしていることが窺われる。

### イラストのみ存在するバーチャロイド

#### 寅型飛燕
フェイ-イェン・ザ・タイガーとも呼ばれる。バーチャロンシリーズ開発元であるセガ第3AM研究開発部（当時）の1998年の年賀状イラストに使われた。1998年の十二支である寅のコスプレをしたようなフェイ-イェン。同じく寅年である2010年1月1日付けコトブキヤ バーチャロンブログにてお年玉としてアファームドTとのツーショットで、更に2010年1月15日にはハセガワ Webサイトで寒中見舞いとしてアファームドTとガラヤカとのスリーショットでの壁紙が公開された。海洋堂から2000年に発売されたアクションフィギュアでは名称が「飛燕寅型」となっている。

#### フェイ-イェン・ザ・ムトゥー
バーチャロンシリーズ開発元であるセガ第3AM研究開発部（当時）の1998年の暑中見舞いイラストに使われた。インド人女性を彷彿させるフェイ-イェン。

#### フェイ-イェン・ザ・バニー & エンジェラン・ザ・バニー
バーチャロンシリーズ開発元であるヒットメーカー（当時）Webサイトで配布された壁紙データならびにドリームキャストマガジンの表紙に使われた。バニーガールのようなフェイ-イェンとエンジェラン。壁紙データはXBox 360版オラトリオ・タングラム公式サイトで復刻した。

#### フェイ-イェン・ザ・エゴイスト
フェイ-イェン・ザ・バニーと同様、壁紙データが初出。この壁紙では両手がドリルになったドルドレイの上に乗った構図で下半身のみしか映っていなかったが、2010年1月22日付けコトブキヤ バーチャロンブログにて全身像と共に名称が公表された。一見するとフェイ-イェン・ザ・ナイトのカラーバリエーションのようであるが、CGデータはフェイ-イェン・ザ・バニーを流用したとのことで、ハイヒールや襟そのほか細部のデザインにバニーとの共通点が見える。「愚者の慈愛」を両手に持つ。

#### アファームド・ザ・グラップラー
雑誌「relax」ならびにムック「電脳戦機バーチャロン オラトリオ・タングラム ザ ブック オブ サイバースペース ダイバーズ（ISBN 4575162086）」（いずれもマガジンハウス刊）で使用された。
これといった特徴的な武装が無いかわりに、手首から先（拳）が通常のアファームドに比べ一回り大きい。第3世代であるアファームドJ type Gの原型と一部では言われているが、その真偽は未だ不明。

#### フェイ-イェンHD
形式番号VR-014/HD。『月刊ニュータイプ』2011年2月号に掲載されたイラストが初出となる、初音ミクのデザインが取り込まれたフェイ-イェン。HDは「ハート・オブ・ディーヴァ」とルビが振られている。2011年12月号で明かされた設定では、ファイユーヴがC.I.S.で初音ミクの魂と出会ったことで誕生した形態とされている。『初音ミク -Project DIVA- extend』でのコラボレーションを経てアクションフィギュア化もされる。
『スーパーロボット大戦UX』にも登場し、声優は初音ミクと同じく藤田咲が担当。同作品ではバーチャロンシリーズの統括プロデューサーであるセガの亙重郎によって設定が加えられている。

#### エンジェラン巡愛
フェイ-イェンHDと同様、巡音ルカのデザインが取り込まれたエンジェラン。月刊ニュータイプ2012年2月号に掲載されたイラストが初出。

## その他
厳密にはバーチャロイドではなく、「バーチャロイドに似た何か」であるが、便宜上ここに記す。

### ヤガランデ
オラトリオ・タングラム以外のシリーズに登場する中ボス。『初代』では前半のテムジンからバル・バス・バウまでのクリアに時間がかかっている場合に、『フォース』では木星戦域に向かう前に、『マーズ』ではTSCドランメンが管理する禁制領域シバルバー内にあるアースクリスタルか安置されている場所に現れる。ゲーム内ではNOVR表示で機体は支給されない。フォースやマーズに登場するものは「幻獣戦機」とも呼ばれる。
ゲームに登場するのはすべて本体ではなく、「幻影」と呼ばれる分身のようなものであり、「幻獣戦機」の名の由来となっている。
OMGのものはVC9f年末のプラント一斉売却事件時にTSCへDNAの大部隊が進攻した際に、実体化したヤガランデの幻影によって部隊が壊滅した「ヤガランデの惨劇」と呼ばれる事件の生存者が見た曖昧な記憶データを元につなぎ合わせて再現されたものであるため、ヤガランデの幻影そのものではなく形も正確ではない。そのためフォースやマーズの物とはデザインや武装が異なっている。よってフォースやマーズに登場しているものが正確な形でのヤガランデの幻影とされている。
C.I.S.内にある破戒衝動がヤガランデの幻影という形を取って実体化したもので、破壊の象徴として描かれており、装甲・武装・攻撃力すべてにおいて圧倒的な力を誇示する。本来はプレイヤーキャラではないが、家庭用ゲーム機の『初代』バーチャロンでは特定の条件でプレイヤーキャラとして選択することが可能。しかし、プレイヤーが操作するヤガランデは攻撃力を除いてCPU操作のものと比べて激しく弱体化しており、ライデンにすら劣る移動スピードに加え、見た目とは裏腹にフェイ-イェンやバイパーII並みの低い防御力となっている。また、『フォース』のXbox 360版でも自機として使用することが可能であるが、性能はガラヤカの変身後のそれと同一である。
ガラヤカも特定の条件で一定時間ではあるがヤガランデへ変身し、使うことが可能。
登場シリーズ：初代、フォース、マーズ

### アジム、ゲラン
戦闘結晶構造体または攻性結晶構造体と呼ばれる異世界からの来訪者。Vクリスタルを髣髴とさせる八面結晶構造体を頭部と腹部をもち圧倒的な攻撃力、機動力を持つ全身が半透明、人に近い形状をとる謎の物体。外観上、角状で構成された男性型のアジムと曲線状で構成された女性型のゲランに分類される。目的は不明だが太陽系に点在するVクリスタルのネットワークを通じてVクリスタルがある限り異世界より度々侵攻してくる存在であり虚空より出現するオラトリオ・タングラムでのアジムとジュピタークリスタルから出現するものが同一の存在かどうかは不明。
当初はオリジナルVRである「アイス・ドール」がこれらの存在の侵攻を単独で阻止していたが長い戦いのため傷つき機能不全に陥りTSCドランメンによって捕獲され、その際に「アジム」という名称と存在が判明した。
当然VRではないが、設定では出現頻度が増えるにつれVRを模した人型形態をとる様になったとのことなので、そのあり方に何らかの影響を受けたということは想像に難くない。
オラトリオ・タングラムで登場するアジムはVRと同サイズであったが、フォースおよびマーズでは非常に巨大になっており木星圏のジュピタークリスタルを介してC.I.S.から侵攻してくる存在として木星圏にて打撃艦隊「フォース」がこれの迎撃任務に従事している。（ゲームバーチャロンフォースでのラストボス、マーズにおいてもボスキャラクターとして登場する。）クリスタルがある限りアジム、ゲランの実体化が止まることはなく、クリスタル自体も、ゲートフィールドに包まれているため破壊は不可能な状態にある。従って異世界からの侵入を阻止するために人類に課せられた戦いはエンドレスに続く宿命を負っているとされる。
また、アジムとゲランを構成するVクリスタルは「フリー・ラジカル」と呼ばれ、従来のVクリスタルとはケタ外れのポテンシャルを持っている。アンベルIVが打撃艦隊「フォース」を編成し木星へ進出した理由の一つがアジムを撃退しフリー・ラジカルを入手することである。
登場シリーズ：オラトリオ・タングラム（アジム）、フォース以降（アジム、ゲラン）

### ジグラット
4基のV.コンバータを搭載した重機動要塞とよばれる巨大兵器であり、2つの形態を持つ。別名『処刑戦機』。
初代のラストボスでもあり、作戦の目的地であるムーンゲートに登場した。また、『マーズ』ではダイモン側の兵器として複数回登場している。同ゲームにおいて、基本的には一体のみでの出現となるが、物語の後半になると二体同時に出現することもある。また、初登場時には処刑戦機の名を体現するかのように、磔にされたハッター軍曹をジグラットの代名詞とも呼べる巨大な砲台で一方的に攻撃した。
通常時は強固な装甲でほとんどダメージを与えることができないが、一定の周期で金色の巨大な砲台へと変形し、このときのみまともにダメージが与えられる。なお、このジグラットの明らかに体積を無視している巨大な砲台は内蔵されているものではなく、リアルタイム・リバースコンバートによって戦闘中に現出され、発射体制に入るものである。
PS2移植版の『初代』では特定の条件を満たすことでジグラットをプレイヤーキャラとして操作できるモードが出現する。しかしプレイヤー仕様のジクラットはCPU仕様に比べて通常形態時の防御力が格段に低下している上、砲台変形時の巨大レーザーの威力もライデンのレーザーとほぼ同程度にまで弱体化している為、軽装甲のフェイ-イェンやバイパーIIが相手でも開幕直後の一撃必殺が効かない。
登場シリーズ：初代、マーズ

### ブラットス
オラトリオ・タングラムにおける中ボス。通称「幻像結晶拘束体」。その名の通り、体内にアース・クリスタルを格納しており、ジグラットの下半身の上にさらにジグラットの下半身を上下逆さまに取り付けた上下線対称な構造が特徴的である。
戦闘パターンもジグラット同様2つの形態を持ち、通常形態と上下に分離し内部のアース・クリスタルを露出させて攻撃する形態がある。通常形態ではダメージを与えることができないのはジグラットと同じだが、上下分離した瞬間にしかダメージが与えられない点が異なる。
元々は第4プラント「TSCドランメン」がタングラムの起動を妨害するために、アース・クリスタルを6つの人工V.クリスタルで囲んだ装置であった。この人工V.クリスタルにはV.ポジティブ値が高い人間の精神が本人の意志に反して封じられ、その怨嗟の念によって近づくものを攻撃するようになったと言われているが真相は不明である。その攻撃性のためブラットスの維持には膨大な人的、物的コストがかっておりタングラムの独占を阻止しタングラムの共有権を得て早期にブラットスの解体を行いたいTSCとブラットスによる交感遮断機能の影響を受けて衰弱しCISを漂流し行方が分からなくなってしまっているタングラムとの交信を行いたいフレッシュ・リフォーとの互いの妥協点がリリン・プラジナーによって限定戦争興行オラトリオ・タングラムとして提示された。このことにより後にブラットスは解体されアース・クリスタルは解放されたがヤガランデの封印もまた弱くなり以前のようにヤガランデの幻影が発生する危険な状況に戻ってしまっている。その対処として「ヤガランデの供犠」という密約がTSCとフレッシュ・リフォー間で交わされた。
また、マーズにはこの機体と酷似した「ストラトス」という機体も登場する。
登場シリーズ：オラトリオ・タングラム

### タングラム
オラトリオ・タングラムならびにマーズにおけるラストボス。別名「時空因果律制御機構」(マーズには、超時空因果律制御機構と言及されている。)と呼ばれ、一連の作品群の鍵となる存在である。マーズにおいてはラストボス以外にも、最終エリアのオペレーターとしても登場する。声優は井上喜久子。
外見は正三角形のタイル状の装甲で覆われた球体。攻撃時には装甲の一部が剥がれて目のような文様を浮かび上がらせ、そこから各種レーザーを発射する形になる。
本来タングラムは兵器ではなく、その別名の通り任意の平行世界の事象をこの世界の事象と入れ替えるというシステムであり、有り体に言えば『世界を自由自在に再構築できる』装置である。ダイモンに対抗するための切り札としてリリン・プラジナーの手によって生み出されたが、ダイモン側の勢力によってトリストラム・リフォーが暗殺されたことで、タングラムの悪用を恐れたリリンによって自我を与えられ、彼女の手助けによりC.I.S(電脳虚数空間)へと逃走した。だが後にダイモンに捕縛され、特殊な空間に拘束される事となる。
「マーズ」登場時は、その異様な姿形や上下に重力があるという特異な性質を持つステージによって、ラストボスたる威容ではあるが、それはもっぱらステージと、ステージクリアの特殊性に依存するものであり、タングラム自身は実はそれほど強敵ではない。
「フォース」ならびに「マーズ」において、バル系列2機による特殊攻撃で召還することが可能。
参照で、オラトリオ・タングラム5.45ではタングラムエンディングが出るが、オラトリオ・タングラム5.66ではタングラムエンディングが出ない。
登場シリーズ：オラトリオ・タングラム、フォース、マーズ

### ベビー・タングラム
タングラムをバーチャロイド大に小さくしたような球体型装置で弱点である目が通常はクラスターシェルで隠されているタングラムとは異なり目の部分は常に露出している。元々はタングラムの試作機として開発されたが、後年になり定位リバース・コンバート実用化にあたってタングラム譲りの莫大な動力が注目されることとなった。定位リバース・コンバートには非常に大きな動力が必要であり、サンド・サイズ戦役において強行された試型雷電の定位リバース・コンバート実験では、DD-05の全動力を動員したため生命維持を含めて第5プラントの全動力がダウン、プラントの稼動そのものが一時的に止まるなど大問題となった。この反省から定位リバース・コンバートの実用化にはプラント以上のもっと強力な動力源が必要とされ、結果としてこの機体の動力技術が注目された。この動力技術を応用することで安定した定位リバース・コンバートの実用化にこぎ着け、同技術でアイデルスター級戦艦が建造されている。
ゲームでは主にフォースの「基礎戦闘教習」の最終ステージに対戦相手として2体登場し、登場時にまばたきをしたり、ダメージを受けたときには痛がるなど表情が豊か、攻撃は小型だがタングラム譲りの莫大な動力を持っている設定からオラトリオタングラムでのラストボスであったタングラムと同様の高威力の拡散ビームや薙ぎ払いレーザーといったものを使用してくる。
登場シリーズ：フォース

### ダイモンの兵器群
マーズに登場。太古にムーンゲートを建造した知性体の残留思念「ダイモン」によって操られる兵器群。黒と緑色でカラーリングされた球状の構造物を基本構造とし、VRのレーダーにジャミング効果を引き起こす武装を多く備えているのが特徴。
登場シリーズ：マーズ
ダイモン・オーブ
ダイモン・シリーズの基本構造となっている球状の浮遊砲台。基本的に多数で現れ、ダメージを受けても怯むことなく目標のVRに接近、一定間隔でジャミング効果のある三本のレーザーを目標の移動先へと撃つ。倒しても倒しても次々と現れる、数で圧倒するタイプの兵器。パターン化された単純な攻撃タイミング、速度の遅いレーザー、一切の防御、回避行動を行わず、耐久力も低めと、一度コツを掴めば難なく撃破出来るが、大抵はダイモンのハッキングによるHUD（ヘッドアップディスプレイ。プレイ中における画面上の情報を指す）機能不全や射撃武器使用不可の症状を伴ったり、後述のダイモン・ワーム戦での産み落とし、通過することでクリアとなるステージなどで妨害として出現したりと、やや鬱陶しい。形状としては異形だが、通常のVRと同様、近接攻撃を当てることが出来る。
ダイモン・ストゥーパ
オーブに台座がついたような外見の、ダイモンの固定砲台。自ら移動することはできないものの旋回性能が高く、爆風を伴う誘導エネルギー弾で敵VRを攻撃する。ちなみに、オーブ同様近接攻撃を当てることが可能。なお、ストゥーパとは卒塔婆を意味する語。
ダイモン・アーム
大型のオーブの左右に、無数の小型のオーブが腕のように連なった外見の中ボス的存在。腕の先から小型のビーム弾をばら撒く他、腕を振り回しての近接攻撃を行ったり、ゴムマリのように跳ねる爆弾を大量に吐き出すなどして攻撃してくる。
ダイモン・ワーム
大型のオーブの前後に、無数の小型のオーブが蛇のように連なった外見の中ボス的存在。アームとは違い、その巨体に反して意外にも回避能力が高く、首を擡げた後、扇状に放つレーザーは高威力かつ複数ヒットすることがあり、次々と産み落とすダイモン・オーブとの時間差攻撃も相まって、「マーズ」中屈指の強敵として挙げられることも多い。更に、最終エリアで出現する際には、戦闘フロアに穴が空いており、落下先はダメージ床となっているため、その戦闘は熾烈を極める。
ストラトス
別名「八超拠点防衛兵器」。外見や攻撃方法はブラットスに酷似しているが、その内部にはアース・クリスタルではなくダイモン・オーブ状の球体が格納されている。また、上側の下半身のみ、または下側の下半身のみで、ダイモン・オーブが常に露出している個体も存在する。詳細は#ブラットスの項を参照。

### ミルトンとミトン
ジグラットと酷似した外見を持つ浮遊機動要塞。マーズでダイモン側の兵器群として登場する。中ボスとして登場する、大型で耐久力の高いものはミルトン、小型で耐久力の低いものはミトンと呼ばれている。様々な武装バリエーションを持つが、一定の周期で金色の砲台に変化し、ゆっくりとした速度で敵を追尾する大型誘導弾を撃ってくる点は共通である。
登場シリーズ：マーズ
ミルトンFF・ミトンff
高威力かつ四回までの連射が可能な大口径レーザー砲を左右に二門装備する。
ミルトンFP
誘導エネルギー弾、および多方向に広がるナパーム弾を装備する。
ミルトンTF
ミサイルポッドを六門装備し、おびただしい数の誘導ミサイルを発射することが可能。
ミルトンCF・ミトンcf
様々な状態異常を引き起こす、小口径のレーザー砲を多数装備している。

### リンガ・ストーク
マーズに登場する中ボス。ダイモンの要塞内に設置された大威力の巨大レーザー砲で、その外見はジグラットの砲塔に酷似している。移動手段を持たない上、砲塔を旋回することもできないが、この砲塔を破壊するためには敢えて砲塔の射線付近に立ち、砲塔内側への射撃攻撃を行わなければならない。リンガとはヒンドゥー教における男性器の象徴である。
登場シリーズ：マーズ

### Pプリマ
ゲーム『とある魔術の電脳戦機』の最終ボス。電脳歴世界から逃げたタングラムが作り出した兵器。
登場シリーズ：とある（ゲーム）

## V.コンバータ
月面遺跡内部では壁面にV.クリスタルと同様の性質を持つ物質（Vクリスタル質）が塗布されており、それが大量に剥離し、堆積していた。これを加工し、円盤に塗布したモノ（V.ディスクと呼ばれる）を使い、V.クリスタルの持つ機能を模倣しようと企てられたのがV.コンバータである。
元々は「C.I.S.突入艇」と呼ばれる、電脳虚数空間(Cyber Imaginary Space)へ突入するためのユニットとして製作された。C.I.S.突入艇はV.ディスク部とコクピットからなる簡素なものであった。実験を進めていく上で、このV.ディスクに設計データを記録して高負荷をかけると、C.I.S.突入艇の周囲に設計データが実体化する事象を発見した（これをリバース・コンバートと呼ぶ）。戦闘型バーチャロイドはこのようにして製造される。その際、C.I.S.突入艇は名称を「V.コンバータ・ユニット」とされたが、C.I.S.突入艇から設計変更もなくそのままの形状で量産された。

## M.S.B.S.
M.S.B.S.(Mind Shift-Battle System)とは、戦闘用バーチャロイドの制御用OS兼火器管制システムのことである。開発はSentinel Electronics社、供給はGeneral Aerodine社が担当した。作品世界内ではVer.3系はビデオゲーム「バーチャロン」でバーチャロイドを遠隔操作するためのものであり、O.M.G.当時の一般機はVer.2系がインストールされているという設定になっている。
また、現実のゲームにおいては、最初のプロトタイプから数えて3バージョン目がO.M.G.、さらに社内で2回バージョンアップしたのがオラトリオ・タングラムであるため、このバージョン表記でリリースされている。
以下は主にフィクション内の設定について説明する。フィクション外におけるゲームバージョンの仕様や差異については、「電脳戦機バーチャロン#シリーズ構成」を参照。
M.S.B.S.Ver.1.00
V.プロジェクトの前身であるXMUプロジェクト向けに開発された初のM.S.B.S.。完成度が低く、プロジェクト自体が頓挫する原因の一つとなった。
M.S.B.S.Ver.1.60
後にバル・バス・バウの下半身部となるBBBユニットの制御実験用。
M.S.B.S.Ver.2.56
ドラマCD『COUNTERPOINT 009A』において、「フェイ-イェン捕獲作戦」に参加したVRにインストールされていたバージョン。
M.S.B.S.Ver.2.58
副読本『SCHEMATIC』に登場。O.M.G.当時の一般機の大多数にインストールされていたが、セキュリティホールがあったのかムーンゲートの自動防衛機構に浸食され、機体を乗っ取られてしまう。O.M.G.のゲーム終盤で対峙するVR（アファームド、フェイ-イェン、ライデン）は乗っ取られた機体であるという設定。
M.S.B.S.Ver.2.66
O.M.G.当時の一般機の最新バージョン。これがインストールされていた僅かな機体が自動防衛機構による浸食を免れ、O.M.G.支援作戦に従事した。
M.S.B.S.Ver.3.0
ゲーム「初代」のロケテストバージョン。
M.S.B.S.Ver.3.01
ドラマCD『COUNTERPOINT 009A』において、「フェイ-イェン捕獲作戦」に参加したVRに（密かに）インストールされていたバージョン。C.I.S.での活動が試験的にサポートされている。
M.S.B.S.Ver.3.2
副読本『SCHEMATIC』の物語中においてビデオゲーム「バーチャロン」用の機体にインストールされていたバージョンとして登場する。遠隔操作用であるVer.3系は、Ver.2系とはシステムが根本的に異なるため、Ver.2.66と同様に浸食を免れO.M.G.本戦に参加する。これらの機体を使うには「バーチャロン」をプレイして好成績を収めなくてはならないが、事情を知らない一般人が紛れ込んでしまう可能性があったことに加え、Ver.2系を再インストールする時間の余裕もなかった。そこでDNAパイロットが一般人より有利になるよう調整されたVer.3.3に急遽置き換えられた。
M.S.B.S.Ver.3.3b
ゲーム「初代」の初期バージョン。
M.S.B.S.Ver.3.3c
「初代」のバグを改修したバージョン。
M.S.B.S.Ver.3.3p
PlayStation 2版のバージョン。
M.S.B.S.Ver.3.3s
セガサターン版のバージョン。
M.S.B.S.Ver.3.3w
Windows 95用MMX/PowerVR版のバージョン。
M.S.B.S.Ver.3.52
小説『One-Man Rescue』に登場。テムジン四之影を遠隔操作するためにインストールされた。
M.S.B.S.Ver.3.9
漫画『電脳戦機バーチャロンキッズ』におけるバーチャルシミュレーションマシンのバージョン。
M.S.B.S.Ver.4.2
ムック『電脳戦機バーチャロン スキマティック』 『電脳戦機バーチャロン パースペクティブ』に登場。
M.S.B.S.Ver.5.2
「オラトリオ・タングラム」アーケードMODEL3基板の初期バージョン。Ver.5系はタングラムが潜んでいるC.I.S.での活動が短時間ながらもサポートされており、オラトリオ・タングラムに参戦する機体はすべて書き換える必要があった。
M.S.B.S.Ver.5.4
ゲームにおける、Ver.5.2のゲームバランスを改良したバージョン。このバージョン以降で動作する第2世代バーチャロイドは、V.コンバータのデザインがセガサターンからドリームキャストへ変更されている。
M.S.B.S.Ver.5.45
ドリームキャスト版オラトリオ・タングラムのバージョン。
M.S.B.S.Ver.5.55
ゲーム『とある魔術の電脳戦機』ストーリーモード劇中で、最終決戦のために使用されるバージョン。劇中で通常使われているVer.55.55を、C.I.S.での活動がサポートされているVer.5系のエミュレート版へとダウングレードする場面が登場する。
M.S.B.S.Ver.5.66
アーケードNAOMI基板、およびXbox 360(XBLA)版のバージョン。ゲームにおいては、Ver.5.45以前とは使用可能な機体に違いがある。
M.S.B.S.Ver.6.4
「フォース」のロケテストバージョン。
M.S.B.S.Ver.7.5
「フォース」の最初のバージョン。
M.S.B.S.Ver.7.6
「フォース」の改良バージョン。ゲームにおいては、Ver.7.5とは使用可能な機体に違いがある。
M.S.B.S.Ver.7.7
「フォース」の改良バージョン。ゲームにおいては、Ver.7.6以前とは使用可能な機体に違いがある。
M.S.B.S.Ver.8.1
「マーズ」の体験版バージョン。
M.S.B.S.Ver.8.5
「マーズ」のバージョン。
M.S.B.S.Ver.55.55
ゲーム「とある魔術の電脳戦機」のバージョン。